# 2024年のテレビドラマ (日本)
- 2024年のテレビ (日本) > 2024年のテレビドラマ (日本)

2024年のテレビドラマでは、2024年に日本国内で放送される予定のテレビドラマについてまとめる。

## 主な動向

### 1月
- 1日 - 【訃報】1967年に日本ビクター（ビクターレコード）より「命ひとつ」で歌手としてデビュー、その後日本コロムビアへ移籍し、1977年にテレビ朝日系にて放送されたテレビドラマ『海峡物語』にて劇中で挿入歌として制作された「旅の終りに」を歌唱し、これが自身初のヒット曲となり、以後も「炎」などのヒットを飛ばすなど“ネオ演歌”の旗手として人気を博し、また1999年に放送されたテレビ朝日系（東映制作）の特撮『燃えろ!!ロボコン』のエンディングテーマ「歌は世界を救う!!」[注 1]を歌唱するなどジャンルを問わず多彩な曲を発表したことで知られた演歌歌手の冠二郎（本名・堀口義弘）がこの日夕方、心不全のため埼玉県内の病院で死去（79歳没）。訃報は11日に日本コロムビアの公式サイトで発表された[1][2]。
- 2日 - 【SP・ホームドラマ】TBS系で、2018年7月期に「火曜ドラマ」枠で連続ドラマとして放送され、その後2020年と2022年にスペシャル版が放送された綾瀬はるか主演の『義母と娘のブルース』の最新作で最終作品となる『義母と娘のブルースFINAL 2024年謹賀新年スペシャル』を放送（21時 - 23時15分）。共演に上白石萌歌、竹野内豊[注 2]、佐藤健、井之脇海、松下由樹、麻生祐未、浅野和之ら[3][4][5]。
- 3日
  - 【経済】NHK総合テレビ・BSプレミアム4Kにて、2022年4月期に「ドラマ10」枠で放送された『正直不動産』のスペシャルドラマを放送（21時45分 - 23時15分[注 3]）。主演の山下智久とヒロインの福原遥が引き続き出演、また総合では90分、BSプレミアム4Kでは100分の特別編として放送される[6]。
  - 【サスペンス】日本テレビ系の新春スペシャルドラマとして『侵入者たちの晩餐』を放送（21時 - 22時54分）。本作ではバカリズム（タレント）が脚本を手掛け、主演には菊地凛子を起用するほか[7][8]、吉田羊、平岩紙、白石麻衣、池松壮亮、角田晃広（東京03）が出演[9][10]。
- 3日・4日 - 【ミステリー】テレビ朝日系で、「松本清張二夜連続ドラマプレミアム」を放送（いずれも21時 - 23時5分）[11]。
  - 第一夜の3日は『顔』を浅野妙子の脚本により放送。本作では1994年以来のテレビドラマ出演となる後藤久美子と、2021年の同局ドラマ『黒革の手帖 〜拐帯行〜』以来3年ぶりの出演となる武井咲をダブル主演として起用する[11][12][13][14]。共演に上川隆也、陣内孝則、緒形直人ら[15]。
  - 第二夜となる4日は大森美香の脚本による『ガラスの城』を波瑠と木村佳乃のダブル主演により放送[11][16]。共演に満島真之介、髙嶋政伸ら[17][14]。
- 4日
  - 【不倫・復讐劇・BS】BS-TBS（2K・4K）「木曜ドラマ23」枠にて、『夫婦の秘密』を放送開始（全10話、 - 3月7日）[18]。主演は臼田あさ美、共演に豊田裕大、剛力彩芽、山下幸輝、古川毅（SUPER★DRAGON）、桃月なしこ、別府由来ら。
  - 【訃報】日本でも1977年から1981年にかけてTBS系で放送された米国ABCテレビ制作の刑事ドラマ『刑事スタスキー&ハッチ』でハッチ役を演じたことで知られた俳優・歌手のデヴィッド・ソウルがこの日死去（80歳没）。訃報は翌5日に家族により公表された[19]。
- 5日 - 【BL】テレビ朝日系「金曜ナイトドラマ」枠1月期作品として、2018年と2019年に同局系「土曜ナイトドラマ」枠で放送され、2019年には映画版も制作された『おっさんずラブ』の第3作、『おっさんずラブ-リターンズ-』を放送開始（全9話、 - 3月1日）[20]。主演は過去作に引き続き田中圭、共演に吉田鋼太郎、林遣都ら。
- 6日
  - （5日深夜）
    - 【復讐劇】日本テレビ「金曜ドラマDEEP」枠1月期作品として、黒田しのぶの漫画『消せない「私」〜炎上しつづけるデジタルタトゥー〜』をテレビドラマ化した『消せない「私」-復讐の連鎖-』を放送開始（全13話、 - 3月30日（29日深夜））[21]。主演は志田彩良、共演に本郷奏多ら。
    - 【ヒューマン】テレビ東京系「ドラマ24」枠1月期作品として、人生を踏み外した老若男女5人がニセ家族を形成し、再起を図っていく『闇バイト家族』を放送開始（全12話、 - 3月23日（22日深夜））。主人公のダメ男役を鈴鹿央士、ヒロインの訳あり美女役を山本舞香が演じる他、光石研、麻生祐未、綾田俊樹らが出演[22]。

  - 【警察・ミステリー】テレビ朝日系で、2003年8月に「土曜ワイド劇場」枠で開始され、伊東四朗がたたき上げの刑事・鴨志田新一役を、羽田美智子がエリート警視の娘・岡崎真実役を演じ、人気シリーズとなった『おかしな刑事』の第27作目かつ最終作品となる『おかしな刑事最終回! 大千秋楽スペシャル』を放送（20時 - 21時54分）。石井正則、正名僕蔵、飯田基祐、田島令子、小倉久寛らレギュラー陣の他、三宅裕司が建設会社の社長役でゲスト出演する[23]。
  - 【コメディ】東海テレビ制作・フジテレビ系「土ドラ」枠で、練馬ジムの同名漫画をテレビドラマ化した『おっさんのパンツがなんだっていいじゃないか!』を原田泰造（ネプチューン）の主演により放送開始（全11話、 - 3月16日）。原田は曲がったことが大嫌いなサラリーマン・沖田誠役を演じる[24]。
- 7日 - 【大河ドラマ】NHK大河ドラマ第63作として、平安時代中期の女官・作家である紫式部の生涯を描いた『光る君へ』（脚本：大石静）をこの日から放送開始（NHK総合・NHK BS・NHK BSプレミアム4K、全48話、 - 12月15日）。主役の式部（まひろ）役を吉高由里子[25]、式部の相手となる藤原道長役を柄本佑[26]、式部の父親・藤原為時役を岸谷五朗[27]、式部の母親・ちやは役を国仲涼子がそれぞれ演じる[28]。初回及び最終回は15分拡大で放送した[29][30]。
- 8日 - 【恋愛】フジテレビ系「月9」枠1月期作品として、宇山佳佑のオリジナル脚本で、長崎を舞台にした『君が心をくれたから』を同枠、同系列の連続ドラマ初主演となる永野芽郁と山田裕貴のダブル主演により放送開始（全11話、 - 3月18日）[31][32]。他に白洲迅、出口夏希、真飛聖、遠藤憲一、余貴美子らが出演[33]。
- 9日
  - 【経済】NHK総合「ドラマ10」枠にて、2022年4月期に同枠で放送された『正直不動産』のシーズン2を放送開始（全10話、 - 3月12日）。主演の山下智久とヒロインの福原遥らが引き続き出演[34]。
  - 【ラブコメディ】関西テレビ制作・フジテレビ系「火ドラ★イレブン」枠1月期作品として、岩下慶子原作の同名漫画をテレビドラマ化した『リビングの松永さん』を中島健人（Sexy Zone）と髙橋ひかるのダブル主演により放送開始（全12話、 - 3月26日）。中島は堅物のグラフィックデザイナー・松永役を、髙橋はピュアで不器用な女子高生・園田美己役をそれぞれ演じる[35]。
- 10日
  - （9日深夜）
    - 【サスペンス・復讐劇】テレビ東京系「ドラマチューズ!」枠1月期作品として、三田たたみ原作・アップクロス作画の同名漫画を原作とし、2023年1月期に同枠で第1作が放送された『夫を社会的に抹殺する5つの方法』のSeason2を放送開始（全12話、 - 3月27日（26日深夜））[36]。主演は高梨臨。
    - 【グルメ・近畿広域圏】毎日放送「ドラマイズム」枠にて、2021年12月から2022年2月まで同枠で放送された『#居酒屋新幹線』のシーズン2を放送開始（全8話、 - 2月28日（27日深夜））[37]。主演はシーズン1に引き続き眞島秀和。

  - 【医療】日本テレビ系「水曜ドラマ」枠1月期作品および最終作として、2023年11月に発表されたばかりの知念実希人の同名小説をテレビドラマ化した『となりのナースエイド』をオークラの脚本、そしてゴールデン・プライム帯に放送される連続ドラマ初主演となる川栄李奈により放送開始（全10話、 - 3月13日）[38][39]。共演に高杉真宙、水野美紀、小手伸也、織田梨沙、古田新太ら[40][41]。
- 11日（10日深夜）
  - テレビ東京系
    - 【スイーツ・恋愛】「ドラマNEXT」枠1月期作品として、きらの同名漫画をテレビドラマ化した『パティスリーMON』を放送開始（全12話、 - 3月28日（27日深夜））[42]。主演は畑芽育、共演に濵田崇裕（WEST.）、中川大輔ら。
    - 【経済】「水ドラ25」枠で、宮木あや子の小説『令和ブルガリアヨーグルト』を原作に、地上波連続ドラマ初主演となる鞘師里保が乳酸菌オタクの女性を演じる『推しを召し上がれ〜広報ガールのまろやかな日々〜』を放送開始（全10話、 - 3月14日（13日深夜））。共演に明日海りお、橋本さとし[43]、生駒里奈、野村麻純、永田崇人ら[44]。
    - 【不倫・大阪府・BS】BSテレ東（2K・4K）・テレビ大阪「DRAMA ADDICT」枠1月期作品として、柏屋コッコの漫画『蜜と毒〜逆恨みの復讐』をテレビドラマ化した『蜜と毒』を放送開始（全10話、 - 3月21日（20日深夜））[45]。主演は入来茉里と白石隼也。
- 12日
  - テレビ東京系
    - （11日深夜）【婚活】「木ドラ24」枠で、実話を基にした婚活本を原作に、12年半振りの連続ドラマ単独主演となる矢田亜希子が看護師専門の婚活相談所の所長役を演じる『ナースが婚活』を放送開始（全8話、 - 3月1日（2月29日深夜））[46]。
    - 【法曹界】「ドラマ8」枠で、玉木宏が検察審査会の審査員に任命された少女漫画家でありシングルファザー役を演じる『ジャンヌの裁き』を放送開始（全8話、 - 3月8日）[47][48]。初回は15分拡大[49]。

  - （11日深夜）【BL・近畿広域圏】読売テレビ「ドラマDiVE」枠1月期作品として、千葉リョウコの同名漫画をテレビドラマ化した『好きやねんけどどうやろか』を放送開始（全10話、 - 3月15日（14日深夜））[50]。主演は簡秀吉と西山潤。
  - 【医療・警察】フジテレビ系「金曜9時」枠1月期作品として、秋田書店の漫画雑誌「ヤングチャンピオン」に連載中の『院内警察〜アスクレピオスの蛇〜』を原作とした『院内警察』を桐谷健太と瀬戸康史のダブル主演により放送開始（全11話、 - 3月22日）。桐谷は病院内警察に常駐する元エリート刑事役、瀬戸は天才外科医役をそれぞれ演じる。共演に長濱ねる、市村正親ら[51]。初回は15分拡大[49]。
- 13日
  - （12日深夜）【ヒューマン】テレビ東京系「ドラマ25」枠1月期作品として、洋食屋の店主と「運び屋」、2つの顔を持つ主人公が運送会社には頼めない特殊な依頼をその事情をくみ取り、成し遂げていく中で生まれるヒューマンドラマ『ハコビヤ』を放送開始（全8話、 - 3月2日（1日深夜））[52]。主演は田辺誠一、共演に影山優佳ら。
  - 【サスペンス・アクション】日本テレビ系「土曜ドラマ」枠1月期作品および「土曜ドラマ」枠としての最終作として、前年1月期に同枠で放送された櫻井翔（嵐）主演による『大病院占拠』の続編作品となる『新空港占拠』[注 4]を放送開始（全10話、 - 3月16日）[53]。共演に白石聖、ジェシー（SixTONES）、瀧内公美、片桐仁、手塚とおる、奥貫薫ら[54][55]。
  - 【恋愛・警備】テレビ朝日系「オシドラサタデー」枠1月期作品として、『恋する警護24時』を放送開始（全9話、 - 3月9日）[56]。主演は連続ドラマ単独初主演となる岩本照（Snow Man）、共演に白石麻衣ら。
  - 【ヒューマン・BS】BS松竹東急「土曜ドラマ」枠1月期作品として、NMB48の安部若菜の同名小説をテレビドラマ化した『アイドル失格』を放送開始（全12話、 - 3月30日）[57]。主演は山本望叶（NMB48）。
  - 【訃報】東京都職員として知事秘書官、企画調整局長、政策室長などを歴任した一方、東京都庁在職中の1958年から小説家としても本名の太田久行名義で活動を開始、その後に筆名を童門冬二に改めて歴史小説などを中心に数々の作品を発表。テレビドラマでは1977年放送のTBS系『新選組始末記』【原作：子母澤寛（1968年没）】の脚本を担当、また自身の作品『小説上杉鷹山』を原作としたテレビ時代劇『上杉鷹山-二百年前の行政改革-』（1998年1月2日放送）がNHK総合で放送されるなど歴史小説の分野で名声を得た小説家・歴史研究家の童門冬二（本名：太田久行）がこの日、がんのため死去（96歳没）。訃報は故人の遺志により一周忌を迎えるまで秘匿され、没後翌年の命日となる2025年1月13日に公表された[58]。
- 13日〜2月3日 - 【グルメ・ローカル・北海道】北海道テレビ（HTB、テレビ朝日系）で、喜多みどりの同名小説を原作に、前年2月から3月にかけて同局開局55周年記念ドラマとして放送された『弁当屋さんのおもてなし』のシーズン2を4週連続放送（北海道ローカル、各回30分、いずれも10時40分 - 11時10分）。前作から主役のOL・小鹿千春役の久保田紗友、弁当屋の店員・大上ユウ役の飯島寛騎、弁当屋の常連客・黒川役の戸次重幸（TEAM NACS）が引き続き出演するほか、奥野壮、森田想、小林きな子、千堂あきほらがゲストとして出演する[59] 。
- 14日
  - （13日深夜）【旅行・大阪府・BS】テレビ大阪及びBSテレ東（2K・4K）「真夜中ドラマ」枠最終作として、同名著名海外旅行ガイドブックをテレビドラマ化した『地球の歩き方』を放送開始（全12話、 - 3月31日（30日深夜））。旅好き俳優4名が韓国、タイ、サイパン、ニュージーランドの4か所に分かれてオリジナルの特集ページを完成させていく[60]。韓国を三吉彩花、タイを森山未來、サイパンを松本まりか、そしてニュージーランドを森山直太朗がそれぞれ旅する[61]。
  - 【音楽・ホームドラマ】TBS系「日曜劇場」枠1月期作品として、大島里美のオリジナル脚本により、西島秀俊演じる才能はあるが不器用な指揮者の父親と芦田愛菜演じる素直になれない娘との愛の物語を描いた『さよならマエストロ〜父と私のアパッシオナート〜』を放送開始（全10話、 - 3月17日）[62]。共演に石田ゆり子、玉山鉄二、宮沢氷魚、新木優子、西田敏行、満島真之介、當真あみら。初回は25分拡大で放送[63][64]。
- 15日 - 【ホームドラマ】関西テレビ制作・フジテレビ系「月10」枠1月期作品として、福田靖のオリジナル脚本で、実に24年ぶりの連続ドラマ主演となる木梨憲武（とんねるず）が余命3か月と判明する敏腕実演販売士の父親役、奈緒が3か月後に結婚を控えた助産師の娘役をそれぞれ演じる『春になったら』を放送開始（全11話、 - 3月25日）[65][66]。共演に深澤辰哉（Snow Man）、見上愛、濱田岳、小林聡美ら[67][68]。初回は15分拡大[69]。
- 17日 - 【婚活・コメディ】フジテレビ系「水10」枠1月期作品として、南綾子の実体験を基にした小説を原作とした『婚活1000本ノック』をテレビドラマ化、女性お笑いトリオ・3時のヒロインの福田麻貴の主演により放送開始（全10話、 - 3月20日）[70]。共演に八木勇征、中越典子、橋本マナミら[71]。
- 18日
  - 【医療・ミステリー】テレビ朝日系「木曜ドラマ」枠1月期作品として、黒岩勉のオリジナル脚本により、反町隆史がうだつの上がらない病理医役に扮し、自ら発見した架空の殺人球菌「ギフト」を巡る医療ミステリー『グレイトギフト』を放送開始（全9話、 - 3月14日）[72][73]。共演に波瑠、明日海りお、佐々木蔵之介、尾上松也、津田健次郎、筒井道隆ら[74]。
  - 【時代劇】フジテレビ系「木曜劇場」枠1月期作品として、2005年以来の連続ドラマ化となる『大奥シリーズ』最新作の『大奥』を東映との共同制作により放送開始（全11話、 - 3月28日）。今作では徳川第10代将軍家治の時代に焦点を当て、家治の正室として閑院宮家から降嫁した五十宮倫子とその周囲の人たちの愛と思惑を描く。主役の倫子役は同局系ドラマ及び時代劇初主演となる小芝風花が務める[75][76]。共演に亀梨和也（KAT-TUN）、西野七瀬、宮舘涼太（Snow Man）、森川葵、陣内孝則、高橋克典、栗山千明ら[77][78]。
  - 【サスペンス】読売テレビ制作・日本テレビ系「木曜ドラマ」枠1月期作品として、辻やもりの同名漫画をテレビドラマ化した『めぐる未来』を放送開始（全9話、 - 3月22日（21日深夜））[注 5][79]。主演は萩原利久、共演に早見あかりら。
- 19日
  - 【恋愛・BS】WOWOWプライム「連続ドラマW-30」枠にて、咲坂伊緒の同名漫画を原作とし、前年9月から11月にSeason1が放送された『アオハライド』のSeason2を放送開始（全6話、 - 2月23日）。主演はSeason1に引き続き出口夏希と櫻井海音[80]。
  - 【訃報】姉妹音曲漫才トリオ「かしまし娘」の長女として舞台やテレビのバラエティ番組で活躍する一方、女優としてもNHK連続テレビ小説『だんだん』（2008年下期、BK制作）などにも出演した正司歌江（本名・平井歌江）がこの日、老衰のため大阪府内の自宅で死去（94歳没）。訃報は24日に所属先のワハハ本舗により発表された[81][82]。
- 20日
  - 【離婚】テレビ朝日系「土曜ナイトドラマ」1月期作品として、大竹玲二原作の同名漫画を原作に、本年3月31日をもって放送作家・脚本家から引退する鈴木おさむの地上波連ドラ最終脚本作品となる『離婚しない男-サレ夫と悪嫁の騙し愛-』を放送開始（全9話、 - 3月16日）。主人公の大手新聞社の社会部記者・岡谷渉役を伊藤淳史が演じる他、小池徹平、佐藤大樹（FANTASTICS from EXILE TRIBE）、水野美紀[83]、玉田志織、篠田麻里子らが出演[84][85]。
  - 【訃報】生命保険会社の社員を経てテアトル・エコーに入団し、1980年に肥後克広、上島竜兵（2022年没）、寺門ジモンの3名と共に「ダチョウ倶楽部」を結成し、初代リーダーを務めフジテレビ系の『ひょうきん予備校』などに出演、その後同グループを脱退した後にギュウゾウ、ダンナ小柳らと共に「電撃ネットワーク」を結成し、肉体を駆使したパフォーマンス芸で数々のバラエティ番組に出演して一世を風靡。また個人としてもテレビ朝日系の特撮『仮面ライダーゴースト』[注 6]（2015年 - 2016年、東映制作）に出演した経歴を持つなどマルチタレントとして活動したお笑い芸人の南部虎弾（なんぶ・とらた、本名：佐藤道彦）がこの日の夜に東京都内の自宅で倒れ、救急搬送先の病院で脳卒中のため死去（72歳没）。訃報は21日にグループの公式X（旧Twitter）で公表された[86][87]。
- 21日
  - 【グルメ】日本テレビ系「日曜ドラマ」枠1月期作品として、玉田真也のオリジナル脚本により、門脇麦が天才料理人役を演じる『厨房のありす』を放送開始（全10話、 - 3月24日）。共演に永瀬廉（King & Prince）、大森南朋ら[88]。
  - 【恋愛】朝日放送テレビ制作・テレビ朝日系「日曜22時」枠1月期作品として、遊川和彦のオリジナル脚本により、アラサー男女7人が人生の節目や愛に葛藤することを描いた『アイのない恋人たち』を福士蒼汰、岡崎紗絵、佐々木希らの出演により放送開始（全9話、 - 3月17日）。福士は独身で売れない脚本家・久米真和役を、岡崎は30歳になっても男性経験のないブックカフェ経営者役、佐々木はアラサーのバツイチ女性役をそれぞれ演じる[89][90][91]。
  - 【恋愛・近畿広域圏】朝日放送テレビ制作「ドラマL」1月期作品として、『セレブ男子は手に負えません』を放送開始（全10話、 - 3月24日）[92]。主演は若月佑美、共演に鈴木康介、本田響矢、井手上漠、中尾暢樹ら。
- 22日 - 【訃報】TBS系『不良少女とよばれて』（1984年）フジテレビ系『ヤヌスの鏡』（1985年 - 1986年）（いずれも大映テレビ制作）などの脚本を手掛けた脚本家の江連卓がこの日、感染性心内膜炎のため死去（82歳没）[93]。
- 23日
  - （22日深夜）【恋愛】日本テレビ「シンドラ」枠1月期作品、及び同枠最終作として、八寿子原作の同名漫画をドラマ化し、過去と現代で起こる高校教師と生徒のラブストーリーを描いた『先生さようなら』を連続ドラマ単独初主演となる渡辺翔太（Snow Man）により放送開始（全10話、 - 3月26日（25日深夜））。渡辺は過去パートでは高校教師に悲しい恋をする男子生徒役、現代パートでは誰からも好かれる美術教師役を演じる[94][95]。
  - 【ヒューマン・アクション】テレビ朝日系「火曜21時」枠1月期作品として、武藤将吾のオリジナル脚本による『マルス-ゼロの革命-』を放送開始（全9話、 - 3月19日）[96]。主演は地上波の民放GP帯の連続ドラマ初主演となる道枝駿佑（なにわ男子）で金髪姿のカリスマ高校生役に扮し、また敵対する企業の社長役で江口洋介が出演する[97]。
  - 【恋愛】TBS系「火曜ドラマ」枠1月期作品として、心の声が聞こえる能力を持つ主人公が、年下の韓国人留学生と恋をするファンタジック・ラブストーリー『Eye Love You』を放送開始（全10話、 - 3月26日）[98]。主演は二階堂ふみ、韓国人留学生役をチェ・ジョンヒョプが、さらに連続ドラマ初レギュラーとなる立川志らく（落語家）が主人公の父親役を演じる[99]。
- 24日（23日深夜） - 【恋愛】TBS「ドラマストリーム」枠で、板倉梓の漫画『瓜を破る』をテレビドラマ化した『瓜を破る〜一線を越えた、その先には』を放送開始（全9話、 - 3月20日（19日深夜））[100]。主演は久住小春と佐藤大樹。
- 26日 - 【コメディ】TBS系「金曜ドラマ」枠1月期作品として、宮藤官九郎脚本で、阿部サダヲ演じる中学校の体育教師がコンプライアンス厳守の現代では不適切な言葉を浴びせ続けるコメディ『不適切にもほどがある!』を放送開始（全10話、 - 3月29日）。共演に仲里依紗、磯村勇斗、吉田羊、河合優実、袴田吉彦、古田新太ら。初回は15分拡大で放送[101][102]。
- 27日 - 【訃報】いずれもテレビ東京とBSジャパン（現・BSテレ東）共同制作で放送された旅行作家・茶屋次郎シリーズ（橋爪功主演、2001年 - 2016年）や信州山岳刑事 道原伝吉シリーズ（松平健主演、2012年 - 2015年）などの原作者として知られる作家の梓林太郎（本名・林隆司）がこの日午後、老衰のため自宅で死去（91歳没）。訃報は2月29日になって明らかになった[103][104]。
- 29日
  - 【帯・グルメ】NHK総合「夜ドラ」枠で、ゆざきさかおみの同名漫画を原作とし、2022年11月から12月に同枠で放送された『作りたい女と食べたい女』のシーズン2を放送開始（全21話、 - 2月29日）[105]。主演は第1作に引き続き比嘉愛未、共演に西野恵未、藤吉夏鈴、ともさかりえ、森田望智ら[106]。
  - 【訃報】前年10月期に日本テレビ系「日曜ドラマ」枠で放送された『セクシー田中さん』や2007年にTBS系「愛の劇場」枠で放送された『砂時計』の原作者である漫画家の芦原妃名子（本名・松本律子）がこの日、栃木県内で死去（50歳没）。前者を巡っては脚本の内容について日本テレビ側とトラブルになっていたことを26日に自身のX（旧Twitter）で告白。その後28日夜になって所在不明となり、関係者や知人らが警視庁大崎署に行方不明届を提出していた[107]。

### 2月
- 3日 - 【医療】NHK総合「土曜ドラマ」枠にて、沖田×華の同名漫画をテレビドラマ化した『お別れホスピタル』を放送開始（全4話、 - 2月24日）[108]。主演は岸井ゆきの、共演に松山ケンイチら。
- 5日 - 【トーク】テレビ東京系「ドラマプレミア23」枠で、マキノマキの同名漫画を原作とした『ブラックガールズトーク』を朝日奈央、関水渚、石井杏奈のトリプル主演により放送開始（全8話、 - 3月25日）。朝日、関水、石井が仲良し3人組に扮し、お騒がせな人々を毒舌トークでぶった切る[109]。
- 18日 - 【出版・BS】NHK BS「プレミアムドラマ」枠にて、三浦しをんの小説で2013年に映画化、2016年にテレビアニメ化もされた『舟を編む』をテレビドラマ化した『舟を編む 〜私、辞書つくります〜』を放送開始（全10話、 - 4月21日）[110]。主演は池田エライザ、共演に野田洋次郎ら。
- 20日 - 【訃報】証券会社社員から転じて1963年に日活第7期ニューフェイスとして吉永小百合主演の『光る海』で俳優デビュー。テレビドラマではTBS系「ナショナル劇場」『七人の孫』（第2シリーズ）など数々の作品に出演したことで知られた俳優の山本陽子がこの日、急性心不全のため静岡県熱海市内の病院で死去（81歳没）[111][112]。
- 24日
  - 【結婚・服飾・SP】読売テレビ制作・日本テレビ系で長くブライダル界の第一人者として君臨したドレスデザイナーの桂由美[注 7]の半生を描いた『はれのひシンデレラ ウェディングドレスを日本へ! ある女性の挑戦』を放送（15時30分 - 16時55分）。主役の桂由美役を高梨臨が演じ、また劇中に登場するウェディングドレスは桂が自ら監修した[114][115]。共演に小泉孝太郎、梅沢富美男、吉田美月喜、戸田恵子、石井正則、鈴木保奈美ら。
  - 【ラブコメ】TBS系（一部地域除く）で、丸山礼が変身すると最強のパワーを手に入れる代わりに「すっぴん」になってしまうヒーローを演じる『すっぴんヒーロー』を放送（14時 - 14時54分）。共演に渡邊圭祐、井桁弘恵、浪川大輔、富栄ドラム、坂井真紀ら[116][117]。
  - 【訃報】1961年に日本テレビ系で放送された刑事ドラマ『東京物語』[注 8]に出演。同ドラマで挿入歌として使われた「愛に生きる」で歌手デビューを果たし、その後同年リリースの「川は流れる」などのヒット曲で知られ、歌手活動引退後は実業家としても活動した仲宗根美樹（本名・國場勝子（くにば・かつこ））がこの日正午過ぎ、肺がんのため東京都渋谷区内の病院で死去（79歳没）。訃報は29日に日本歌手協会から公表された[118][119]。
- 27日 - いずれも【訃報】
  - 「俳優座養成所」8期生を経て劇団新人会で俳優及び演出家として長く活動し、テレビドラマではNHK総合『事件記者』（1958年 - 1966年）にて青海記者役を演じ、これ以後も晩年に至るまで数々の作品に出演した俳優の前田昌明がこの日、虚血性心疾患のため東京都内の自宅で死去（91歳没）[120]。訃報は3月9日に明らかになった。
  - ロカビリーシンガーで俳優の尾藤イサオのバックバンド「ザ・バロン」のベース兼ボーカルを経て、NHK総合の音楽番組『ステージ101』（1970年 - 1974年）のオーディションに合格し、出演メンバー「ヤング101」の一員として活動。また「ヤング101」在籍中には「若木ヒロシ」名義でソロ歌手として日本テレビ系特撮『サンダーマスク[注 9]』（東洋エージェンシー／ひろみプロダクション共同製作）の主題歌「サンダーマスク」及び「戦え!サンダー」を歌唱したことでも知られる歌手の若子内悦郎がこの日、癌のため死去（74歳没）。訃報は公式サイトで発表され、あわせてこの2年あまりがんで闘病していたことも明かされた[121]。

### 3月
- 1日 - 【ミステリー・BS】WOWOWプライム「連続ドラマW-30」枠にて、ゆうきまさみの同名漫画をテレビドラマ化した『白暮のクロニクル』を放送開始（全12話、 - 5月17日）[122]。主演は神山智洋（WEST.）、共演に松井愛莉ら。
- 3日
  - 【特撮】テレビ朝日系・東映制作の老舗特撮シリーズ「スーパー戦隊シリーズ」第48作として、自動車をモチーフとした『爆上戦隊ブンブンジャー』を放送開始（全48話、 - 2025年2月9日）[注 10][123]。
  - 【サスペンス・BS】WOWOWプライム及びWOWOW 4K「日曜連続ドラマW」枠で、真梨幸子の同名小説をテレビドラマ化した『坂の上の赤い屋根』を放送開始（全5話、 - 3月31日）[124]。主演は桐谷健太、共演に倉科カナ、橋本良亮（A.B.C-Z）、蓮佛美沙子、斉藤由貴ら。
- 4日
  - 【帯・短編】NHK総合「夜ドラ」枠で、松任谷由実の楽曲を基にした小説「Yuming Tribute Stories」を原作とした『ユーミンストーリーズ』を放送開始（全12回（各4話ずつ）、 - 3月21日）。主演は『青春のリグレット』（4日 - 7日）を夏帆が、『冬の終り』（11日 - 14日）を麻生久美子が、『春よ、来い』（18日 - 21日）を宮﨑あおいがそれぞれ務める[125]。
  - 【訃報】1981年にフジテレビ系のアニメ『うる星やつら』で幼稚園児役で声優デビュー。その後1990年1月に放送が開始された同系アニメ『ちびまる子ちゃん』の主人公・まる子役に抜擢され有名となり、これ以後はマルチタレントとして数多くのメディアで活動、テレビドラマではTBS系の『時間ですよ たびたび』（1988年）に出演した経歴を持つ声優・ナレーター・シンガーソングライター・タレントのTARAKO（本名非公表）がこの日死去（63歳没）[126]。死因は明かされていないが、所属事務所によると今年に入って闘病しながら声優活動を続けていたという[127]。
- 5日 - 【報道・ドキュメンタリー】日本テレビ系で、「日本テレビ開局70年スペシャルドラマ」として同局報道局に所属する記者80人に実際に取材を行い、これを基にしたドキュメンタリードラマ『テレビ報道記者〜ニュースをつないだ女たち〜』を芳根京子と江口のりこのダブル主演により放送（20時 - 22時54分）。共演に木村佳乃、仲間由紀恵[128]、青木崇高、細田佳央太、富田望生、中村中、山崎静代（南海キャンディーズ）、坂東彌十郎ら[129]。
- 6日（5日深夜） - 【BL・近畿広域圏】毎日放送「ドラマイズム」枠にて、木下けい子の同名漫画をテレビドラマ化した『恋をするなら二度目が上等』を放送開始（全6話、 - 4月10日（9日深夜））[130]。主演は長谷川慎と古屋呂敏。
- 8日（7日深夜） - 【不倫】テレビ東京系「木ドラ24」枠で、『痛ぶる恋の、ようなもの』を放送開始（全4話、 - 3月29日（28日深夜））[131]。主演は望月歩、共演に小川未祐、河村花ら。
- 9日（8日深夜） - 【オムニバス】テレビ東京系「ドラマ25」枠にて、「ライブ配信」を題材に、配信に集うライバーとリスナーを双方向から描いたオリジナルのオムニバスドラマ『これから配信はじめます』を放送開始（全4話、 - 3月30日（29日深夜））[132]。主演は松井愛莉（第1話）、加藤史帆（日向坂46、第2話）らが交代で務める。
- 13日 - 16日 - 【ラブコメ】フジテレビ系で、大北はるかのオリジナル脚本により、同局のドラマには4年ぶりの主演となる松下奈緒が結婚願望ゼロから婚活を始めるキャリアウーマンを演じる『恋愛戦略会議』を4夜連続で放送（13日 - 15日は23時 - 23時40分、16日は23時10分 - 23時50分）。共演に牧瀬里穂、齊藤京子（日向坂46）、ゆうちゃみ、藤木直人ら[133][134]。
- 13日 - 【編成】日本テレビ系で1985年10月から続いた「水曜ドラマ」は、この日放送の『となりのナースエイド』最終回をもって終了。通算35年半の歴史に幕[注 11][135]。
- 14日 - いずれも【訃報】
  - 1961年に文学座にて『十日の菊』（作：三島由紀夫）で初舞台を踏んだ後は舞台や映画など多岐にわたる活動を展開、テレビドラマでは日本テレビ系青春ドラマシリーズ『青春とはなんだ』（1965年）、『これが青春だ』（1966年）をはじめ、NHK連続テレビ小説『澪つくし』（1985年前期）など数々の作品に出演したことで知られた俳優の寺田農（てらだ・みのり）がこの日、肺がんのため死去（81歳没）。訃報は23日に所属事務所「CESエンタテインメント」より公表された[136][137]。
  - 田園調布雙葉高校卒業後に舞台俳優となり数々の舞台に出演、テレビドラマでもNHK連続テレビ小説『梅ちゃん先生』（2012年前期）やテレビ朝日系『相棒』などに出演した経歴を持つ演劇集団「ナイロン100℃」所属女優の長田奈麻（おさだ・なお）がこの日死去（56歳没）。死因は非公表。訃報は19日に劇団の公式サイトで公表された[138]。
- 20日 - 【訃報】一人芝居役者として主に舞台で活動する傍ら、テレビドラマでもフジテレビ系「木曜劇場」枠で放送された『Dr.コトー診療所』で村長役を演じた坂本長利がこの日未明、老衰のため栃木県佐野市内の病院で死去（94歳没）[139][140]。
- 24日 - 【ヒューマン】テレビ朝日系で、1970年の大阪万博をテーマとした『万博の太陽』を中園ミホの脚本、橋本環奈の主演で放送（21時 - 23時）。橋本は万博のコンパニオンを夢見る女性役を演じる。共演に飯豊まりえ、木戸大聖、江口のりこ、唐沢寿明、番家天嵩ら[141][142][143]。
- 27日 - 【警察・サスペンス】テレビ朝日系で、一旦は1月1日21時から放送されたものの[144]、途中で能登半島地震関連のニュースを放送したことにより一部が未放送となった水谷豊、寺脇康文ダブル主演の人気刑事ドラマのスペシャル版『相棒 season22 元日スペシャル「サイレント・タトゥ」』をこの日にノーカットで再放送された（20時 - 22時14分）[145][146]。
- 28日 - 【ヒューマン・コメディ】読売テレビ制作・日本テレビ系で、前年9月29日（28日深夜）に放送された筋肉タレント・なかやまきんに君主演のドラマ『筋トレサラリーマン 中山筋太郎』の第2弾を放送（23時59分 - 翌29日 0時54分）[147][148]。共演に堀部圭亮、西川貴教、武田真治、山下真司ら[149]。
- 29日 - 【訃報】1988年に『ラプラスの魔』で小説家デビュー、ゲームデザイナー集団グループSNEの設立に参画し、SF作品やファンタジー作品を中心に小説執筆やゲームデザインなどを手掛け、中でも怪獣被害を自然災害として扱ったSF小説『MM9』が2010年に毎日放送で特撮ドラマ化、そのかたわらオカルトなどを扱った「トンデモ本」を楽しむ集団「と学会」の初代会長としても知られ、フジテレビ系『奇跡体験!アンビリバボー』などへのメディア出演経験をもつ、作家・ゲームデザイナーの山本弘がこの日、誤嚥性肺炎のため死去（68歳没）。訃報は4月4日に自身のXアカウントにて娘名義で公表された[150]。
- 30日 - 【ヒューマン】テレビ朝日系で、楡周平の小説を原作に、精工舎（現・セイコーグループ）創業者で「東洋の時計王」と呼ばれた服部金太郎（1934年没）の生涯を描いた『黄金の刻（とき）〜服部金太郎物語〜』を放送（21時 - 22時54分）。主人公の服部を西島秀俊、服部の妻を松嶋菜々子、さらに青年期の服部を水上恒司がそれぞれ演じる[151][152][153]。他に山本耕史、濱田岳、吉川愛、髙嶋政伸、高島礼子、船越英一郎らが出演[154]。

### 4月
- 1日
  - 【朝ドラ】NHK2024年度前期の連続テレビ小説（第110作）として、日本初の女性弁護士・三淵嘉子（1984年没）をモデルにした『虎に翼』（脚本：吉田恵里香）を放送開始（全130話（全26週）、 - 9月27日）[155]。主演は伊藤沙莉、共演に石田ゆり子、仲野太賀、桜井ユキ、戸塚純貴、岩田剛典、松山ケンイチ、小林薫、筒井真理子、岡田将生、沢村一樹、滝藤賢一ら。また、語りを尾野真千子[注 12]が務める[156]。
  - 【帯・恋愛・ヒューマン】NHK総合「夜ドラ」枠にて、暴力とも子の同名漫画をテレビドラマ化した『VRおじさんの初恋』を放送開始（全32話、 - 5月23日）[157]。主演は野間口徹、共演に倉沢杏菜、井桁弘恵ら。
  - 【教育】1998年に関西テレビ制作・フジテレビ系「火10」枠で、藤沢とおるの同名漫画を原作とし、反町隆史が元暴走族の高校教師役を演じて人気を博した『GTO』を26年ぶりに復活[注 13]、タイトルを『GTOリバイバル』として関西テレビ・フジテレビ両局の開局65周年記念特別ドラマとして放送（21時 - 22時48分）[158]。共演に岡崎紗絵、小手伸也、八木莉可子、鈴木浩介[159]、池内博之、窪塚洋介、小栗旬、藤木直人、松嶋菜々子ら[160]。
- 2日
  - 【ラブコメ】TBS「ドラマストリーム」枠で、山本崇一朗の同名漫画を原作とし、2018年から3期にわたってテレビアニメ化[注 14]された『からかい上手の高木さん』を放送開始（全8話、 - 5月21日）。高木さん役を月島琉衣が、西片役を黒川想矢が、監督は今泉力哉がそれぞれ務める[161]。
  - 【恋愛】関西テレビ制作・フジテレビ系「火ドラ★イレブン」枠4月期作品として、蜜野まことの同名漫画を原作とした『お迎え渋谷くん』を放送開始（全12話、 - 6月18日）。主役の渋谷くん役を京本大我（SixTONES）が、ヒロインのまじめな保育士役を田辺桃子がそれぞれ演じる[162]。他に内藤秀一郎、長谷川京子、乙葉、ゆいちゃみ、ハリウッドザコシショウらが出演[163]。
  - 【不倫・BS】BS-TBS（2K・4K）火曜21時枠で、「火曜ドラマ9（ナイン）」を新設。その第1弾作品として、樹ユウマの電子コミック『御社の不倫の件〜絶対に別れさせます〜』を原作とした『御社の乱れ正します!』を山崎紘菜の主演で放送開始（全8話、 - 5月21日）。山崎は社内不倫で迷惑を掛け続ける男女を別れさせる役を演じる。他に飯島寛騎、小笠原海（超特急）らが出演[164]。
- 3日
  - （2日深夜）
    - 【復讐劇】日本テレビ「金曜ドラマDEEP」が土曜（金曜深夜）0時30分枠から水曜（火曜深夜）0時24分枠へ移動し、枠名も「ドラマDEEP」に改題。その第1弾作品として、JYUNとManaの同名漫画をテレビドラマ化した『肝臓を奪われた妻』を放送開始（全13話、 - 6月26日（25日深夜））[165]。主演は伊原六花、共演に戸塚純貴、桐山漣、高畑淳子、水崎綾女、原田龍二ら[166]。
    - 【ミステリー】テレビ東京系「ドラマチューズ!」枠4月期作品として、2021年4月から6月に同局他で放送されたテレビアニメ『オッドタクシー』の新プロジェクト『RoOT / ルート オブ オッドタクシー』をテレビドラマ化した『RoOT / ルート』を放送開始（全10話、 - 6月5日（4日深夜））[167]。主演は河合優実と坂東龍汰。

  - 【刑事】テレビ朝日系「水曜21時」枠4月期作品として、井ノ原快彦（20th Century）主演の『特捜9』のseason7を放送開始（全10話、 - 6月5日）[168]。共演はこれまでのシリーズから引き続いて羽田美智子、田口浩正、吹越満、山田裕貴、中越典子、原沙知絵、中村梅雀、津田寛治、向井康二（Snow Man）、深川麻衣らが続投。
  - 【ヒューマン・BS】BS松竹東急の水曜23時枠に新ドラマ枠「水曜ドラマ23」を新設。その第1弾作品として、演劇ユニット・メトロンズのメンバー6名が主演を務める『向かいのアイツ〜メトロンズ初主演 連続ドラマ〜』を放送開始（全12話、 - 6月19日）[169]。
- 4日（3日深夜） - テレビ東京系
  - 【恋愛】「ドラマNEXT」枠4月期作品として、藤緒あいの同名漫画をテレビドラマ化した『好きなオトコと別れたい』を放送開始（全12話、 - 6月20日（19日深夜））[170]。主演は堀田茜、共演に毎熊克哉、木村慧人（FANTASTICS）、紺野彩夏、柏木悠（超特急）、相田周二（三四郎）、田島令子ら[171]。
  - 【ヒューマン】「水ドラ25」枠4月期作品として、朝井麻由美の同名エッセイを原作とし、江口のりこ主演で2021年に「ドラマ25」枠で、2022年、2023年に「水ドラ25」枠で放送された『ソロ活女子のススメ』の第4作、『ソロ活女子のススメ4』を放送開始（全12話、 - 6月20日（19日深夜））[172]。
- 5日（4日深夜）
  - 【恋愛・近畿広域圏】読売テレビ「ドラマDiVE」枠4月期作品として、Leroの同名漫画をテレビドラマ化した『シークレット同盟』を放送開始（全12話、 - 6月21日（20日深夜））[173]。主演は松井愛莉、共演に長野凌大、長妻怜央ら。
  - 【酒・中京広域圏】中京テレビ（CTV、日本テレビ系）金曜未明（木曜深夜）1時4分枠で、これがテレビドラマ脚本処女作となるお笑いコンビ・Aマッソの加納愛子による『スナック女子にハイボールを』を放送開始（中京ローカル、全10話、 - 6月7日（6日深夜））。山口紗弥加がスナックのママ役、また北香那が人間関係に疲れたアラサーOL役をそれぞれ演じる[174]。その他浜野謙太、加治将樹、堀井新太、吉見一豊、伊藤一朗（Every Little Thing）らが共演[175]。
- 6日
  - （5日深夜）テレビ東京系
    - 【サスペンス】「ドラマ24」枠4月期作品として、さの隆の同名漫画を原作に、芸能事務所「TOBE」移籍後初ドラマ主演作となる北山宏光が葬儀社の社員役に扮し、幼なじみの人気女優の犯行を食い止めるために奔走するクライムサスペンス『君が獣になる前に』を放送開始（全12話、 - 6月22日（21日深夜））[176]。共演に玉城ティナら。
    - 【ヒューマン】「ドラマ25」枠4月期作品として、山本周五郎の同名小説を原作とし、宮藤官九郎の脚本による『季節のない街』を放送開始（全10話、 - 6月8日（7日深夜））[177]。主演は池松壮亮、共演に仲野太賀、渡辺大知ら。同作は2023年8月9日よりDisney+で配信されている。

  - 【サスペンス・コメディ】テレビ朝日系で、大山誠一郎の同名小説を原作とし、2020年1月期に同局系「土曜ナイトドラマ」枠で放送された『アリバイ崩し承ります』の新作スペシャルを放送（22時 - 23時54分）。主演はレギュラー版に引き続き浜辺美波、共演に安田顕（TEAM NACS）、成田凌ら[178]。
  - 【コメディ】東海テレビ制作・フジテレビ系「土ドラ」枠で、伊藤理佐の漫画『おいピータン!!』を原作とし、2022年1月から2月まで同枠で放送された『おいハンサム!!』の第2作『おいハンサム!!2』を放送開始（全8話、 - 5月25日）[179]。主演は第1作に引き続き吉田鋼太郎、共演に木南晴夏、佐久間由衣、武田玲奈、MEGUMIら。
- 7日 - 【サスペンス】日本テレビ系「日曜ドラマ」枠4月期作品として、メーブ原作、恵広史作画の同名漫画をテレビドラマ化した『ACMA:GAME アクマゲーム』を放送開始（初回は22時からの30分拡大版で放送）（全10話、 - 6月9日）[180]。主演は間宮祥太朗、共演に田中樹（SixTONES）、古川琴音、竜星涼、小澤征悦、橋本じゅん、吉川晃司ら。またゲームマスターの悪魔たちの声を諏訪部順一、坂本真綾、中村悠一、花澤香菜が務める[181]。
- 8日
  - 【アクション】テレビ東京系「ドラマプレミア23」枠で、テレビ東京開局60周年記念連続ドラマとして早見和真の同名青春小説を原作に、1995年の東京・渋谷を舞台とした『95』（キュウゴー）を同局ドラマ初出演かつ初主演となる髙橋海人（King & Prince）により放送開始（全10話、 - 6月10日）[182][183]。共演に中川大志、松本穂香、斉藤由貴、三浦貴大、新川優愛、桜井日奈子、紺野まひる、嶋田久作ら[184]。
  - 【ラブストーリー】フジテレビ系「月9」枠4月期作品として、ミクスチャーロックバンド・HYの同名楽曲をモチーフとした『366日』を同枠初主演の広瀬アリスにより放送開始（全11話、 - 6月17日）[185]。共演に眞栄田郷敦、坂東龍汰、長濱ねる、和久井映見、北村一輝ら。初回は15分拡大[186]。
- 9日
  - 【サスペンス】テレビ朝日系「火曜21時」枠4月期作品として、吉田紀子のオリジナル脚本による『Destiny』を放送開始（全9話、 - 6月4日）[187]。主演は3年ぶりの連続ドラマ主演となる石原さとみで、様々な過去と向き合っていく女性検事を、また亀梨和也（KAT-TUN）が初恋の相手役を演じる[188]。他に高畑淳子、田中みな実、宮澤エマらが出演[189]。
  - 【恋愛・ミステリー】TBS系「火曜ドラマ」枠4月期作品として、吉澤智子のオリジナル脚本による『くるり〜誰が私と恋をした?〜』を放送開始（全11話、 - 6月18日）[190]。主演は生見愛瑠、共演に瀬戸康史、神尾楓珠、宮世琉弥[191]、丸山礼、肥後克広（ダチョウ倶楽部）[192]、高野洸、ともさかりえ、村方乃々佳ら[193]。
- 11日
  - 【サスペンス】読売テレビ制作・日本テレビ系「木曜ドラマ」枠4月期作品として、『約束 〜16年目の真実〜』を放送開始（全10話、 - 6月13日）[194]。主演は中村アン、共演に横山裕ら。
  - 【サスペンス・復讐劇】フジテレビ系「木曜劇場」枠4月期作品として、『Re:リベンジ-欲望の果てに-』を放送開始（全11話、 - 6月20日）[195]。主演は赤楚衛二、共演に錦戸亮、芳根京子、見上愛、梶原善、余貴美子、笹野高史ら。
- 12日
  - 【ヒューマン】フジテレビ系「金曜9時」枠4月期作品として、オークラの脚本により、篠原涼子が小説を書けなくなった小説家・黒羽ミコ役、バカリズムが事件の謎を解けなくなった刑事・森野徹役をそれぞれ演じる『イップス』を放送開始（全11話、 - 6月21日）。共演に染谷将太、勝村政信ら。初回は15分拡大[196][197]。
  - 【訃報】1960年に「佐川ミツオ」の芸名で「二人の並木径」で歌手としてデビュー。「今は幸せかい」や「無情の夢」などのヒット曲で知られ、また俳優としてTBS系『水戸黄門』やNHK連続テレビ小説『おちょやん』（2020年下期）や『カムカムエヴリバディ』（2021年下期、いずれもBK制作）などにも出演した佐川満男がこの日未明、胆のう炎のため神戸市内の病院で死去（84歳没）。訃報は20日に所属事務所及び映画『あまろっく』の公式Xアカウントで公表された[198][199][200]。
- 13日
  - 【編成・経済】日本テレビ系土曜21時枠に新ドラマ枠「土ドラ9」を新設[注 15][201]。その第1弾として、池井戸潤の小説を原作とし、2014年と2015年に同局系「水曜ドラマ」枠で放送された『花咲舞が黙ってない』の第3シリーズを放送開始（全10話、 - 6月15日）[202]。主演は第1・第2シリーズで主演を務めた杏にかわり、今田美桜が務める。共演に山本耕史、菊地凛子、上川隆也、迫田孝也、犬飼貴丈、前野朋哉、飯尾和樹（ずん）、要潤ら[203]。
  - 【ファンタジー・コメディ】テレビ朝日系「土曜ナイトドラマ」4月期作品として、前年1月期に同枠で放送された『6秒間の軌跡〜花火師・望月星太郎の憂鬱』の続編『6秒間の軌跡〜花火師・望月星太郎の2番目の憂鬱』を放送開始（全9話、 - 6月8日）[204]。主演は前作に引き続き高橋一生、共演に橋爪功、本田翼ら。
  - 【医療】フジテレビ系「土曜プレミアム」枠で、2022年10月期に「月9」枠で吉沢亮主演で放送された『PICU 小児集中治療室』の続編となる2024年スペシャルを放送（21時 - 23時10分）。安田顕（TEAM NACS）、木村文乃、高杉真宙、生田絵梨花らレギュラー陣も引き続き出演するほか、高梨臨、小林虎之介、正名僕蔵、甲本雅裕らが出演[205][206]。
- 14日
  - 【法曹界】TBS系「日曜劇場」枠4月期作品として、オリジナル脚本により、長谷川博己が殺人犯をも無罪にしてしまう最凶の弁護士役を演じる『アンチヒーロー』を放送開始（初回及び最終回は25分拡大、第2話は15分拡大、全10話、 - 6月16日）[207]。共演に北村匠海、堀田真由[208]、同局系の連続ドラマには初出演となる野村萬斎[209]、さらに大島優子、緒形直人、細田善彦ら[210]。また劇伴音楽を梶浦由記が担当する[211]。
  - 【不倫・近畿広域圏】朝日放送テレビ制作「ドラマL」枠4月期作品として、永嶋恵美の小説を原作とした『あなたの恋人、強奪します。』を放送開始（全10話、 - 6月16日）[212]。主演は武田玲奈、共演に渡邊圭祐、渡邉美穂ら。
- 15日
  - 【医療】関西テレビ制作・フジテレビ系「月10」枠4月期作品として、子鹿ゆずる原作、大槻閑人漫画の漫画『アンメット-ある脳外科医の日記-』をテレビドラマ化した『アンメット ある脳外科医の日記』を放送開始（全11話、 - 6月24日）[213]。主役の記憶障害を抱えている脳外科医を杉咲花が演じる。共演に若葉竜也、井浦新、吉瀬美智子、千葉雄大、岡山天音、生田絵梨花、安井順平、野呂佳代、山谷花純、尾崎匠海（INI）ら[214][215]。
  - 【訃報】文学座附属演劇研究所を経て1995年に円演劇研究所に入所。舞台を中心にテレビドラマでもNHK大河ドラマ『徳川慶喜』（1998年）や『軍師官兵衛』（2014年）、『おんな城主 直虎』（2017年）、またテレビ朝日系『相棒 season5』、『やすらぎの刻〜道』（「帯ドラマ劇場」枠、2019年 - 2020年）などに出演していた関貴昭がこの日、食道がんのため死去（54歳没）。訃報は23日に円企画の公式サイトで公表され、かねてから病気療養中だった[216]。
- 17日（16日深夜） - 【SF・ヒューマン・近畿広域圏】毎日放送「ドラマイズム」枠にて、加藤拓也のオリジナル脚本による『滅相も無い』を放送開始（全8話、 - 6月5日（4日深夜））[217]。主要出演者は中川大志、染谷将太、上白石萌歌、森田想、古舘寛治、平原テツ、中嶋朋子、窪田正孝、堤真一。
- 18日（17日深夜） - 【BL・大阪府・BS】テレビ大阪・BSテレ東（2K・4K）「DRAMA ADDICT」枠4月期作品として、三並央実の漫画『買われた男〜女性限定快感セラピスト〜』をテレビドラマ化した『買われた男』を放送開始（全10話、 - 6月20日（19日深夜））[218]。主演は瀬戸利樹、共演に久保田悠来、池田匡志、菊川怜ら。
- 19日
  - （18日深夜）【BL】テレビ東京系「木ドラ24」枠4月期作品として、夏野寛子の同名漫画を原作とした『25時、赤坂で』を放送開始（全10話、 - 6月21日（20日深夜））[219]。主演は駒木根葵汰と新原泰佑。
  - 【法曹界】テレビ朝日系「金曜ナイトドラマ」枠4月期作品として、『JKと六法全書』を放送開始（全8話、 - 6月7日）[220]。主役の現役女子高生にして弁護士を幸澤沙良が演じる。共演に大東駿介、黒木瞳、日向亘、大和奈央、柄本明ら[221]。
  - 【ヒューマン】TBS系「金曜ドラマ」枠4月期作品として、金子ありさオリジナル脚本による『9ボーダー』（ナインボーダー）を放送開始（全10話、 - 6月21日）。三姉妹の長女役を木南晴夏、主人公となる次女役を川口春奈、三女役を畑芽育がそれぞれ演じる[222]。
- 20日 - 【恋愛】テレビ朝日系「オシドラサタデー」枠4月期作品として、江國香織の同名小説を原作とし、2005年に黒木瞳主演で映画化、2014年に韓国・JTBCでテレビドラマ化された『東京タワー』を放送開始（全9話、 - 6月15日）[223]。主演は永瀬廉（King & Prince）、共演に板谷由夏、MEGUMI、永瀬莉子、なえなの、おいでやす小田、YOUら。
- 21日
  - 【恋愛】朝日放送テレビ制作・テレビ朝日系「日曜22時」枠4月期作品として、政池洋佑のオリジナル脚本による『ミス・ターゲット』を放送開始（全9話、 - 6月16日）[224]。主演は松本まりかで、女性結婚詐欺師を演じる。共演に上杉柊平、鈴木愛理、白石美帆、岩城滉一、小木茂光、肥後克広、寺門ジモン（いずれもダチョウ倶楽部）、椿鬼奴、沢村一樹、筒井真理子、八嶋智人ら[225]。
  - 【訃報】1960年代より欧州でピアニストとして活動、1991年にNHK教育にて放送された『ETV特集』「フジコ〜あるピアニストの軌跡〜」がきっかけで一躍その名を知られるようになり、その波乱に満ちた生涯がフジテレビにてスペシャルドラマ『フジ子・ヘミングの軌跡』（主演：菅野美穂、2003年10月17日放送）で描かれるなどされ、晩年まで日本を中心に世界各地で演奏活動を展開するなどしていたピアニストのフジコ・ヘミング（本名：ゲオルギー＝ヘミング・イングリッド・フジコ）がこの日、膵臓がんのため死去（91歳没）。訃報は5月2日にフジコ・ヘミング財団より発表された[226][227]。
- 24日 - 【気象】フジテレビ系「水10」枠4月期作品として、小沢かなの漫画『BLUE MOMENT ブルーモーメント』をテレビドラマ化した『ブルーモーメント』を放送開始（全10話、 - 6月26日）[228]。主演は7年ぶりに同局のテレビドラマに出演する山下智久、共演に出口夏希、水上恒司、夏帆、岡部大（ハナコ）、舘ひろしら[229][230]。
- 25日 - テレビ朝日系
  - （24日深夜）【編成・時代劇】「スーパーバラバラ大作戦」木曜（水曜深夜）0時15分枠に新ドラマ枠「シン・時代劇」を新設。その第1弾作品かつ最終作として、手塚治虫の漫画『新選組』を原作とした『君とゆきて咲く 〜新選組青春録〜』（東映制作）を放送開始（全20話、 - 9月12日（11日深夜））[231][232]。主演は前田拳太郎と奥智哉、共演に藤岡真威人ら[233]。また1週間前の18日（17日深夜）には、同時代劇の見所などを紹介する特別番組『放送直前!イケメン隊士がドラマの魅力全部伝えるSP』を放送[232]。
  - 【ヒューマン】「木曜ドラマ」枠4月期作品として、「テレビ朝日開局65周年」と銘打ち、木村拓哉が大手ゼネコンの土木設計部長役を演じる『Believe-君にかける橋-』を放送開始（全9話、 - 6月20日）[234]。共演に山本舞香、北大路欣也、小日向文世、竹内涼真、上川隆也、斎藤工、天海祐希ら。初回は10分拡大で放送[235][236]。
- 26日
  - 【クライム・犯罪・警察】テレビ東京系「ドラマ8」枠で、テレビ東京とWOWOWとの初めての共同制作により、向井理が詐欺師の顔を持つ警察官役を演じる『ダブルチート 偽りの警官 Season1』を放送開始（初回は15分拡大、全8話、 - 6月14日）。共演に内田理央、荒川良々、上川周作、伊藤淳史ら。その後6月29日からはWOWOWプライム「土曜連続ドラマW」枠で『…Season2』を放送開始（全8話、 - 8月17日）[237][238][239]。
  - 【訃報】1964年に日本で史上初となるウェディングドレスデザイナーとしてデビュー。以来今日に至るまでブライダル界の第一人者として君臨し、本年2月24日に読売テレビ制作・日本テレビ系で高梨臨主演で放送されたスペシャルドラマ『はれのひシンデレラ ウェディングドレスを日本へ! ある女性の挑戦』のモデルであり、同ドラマではウェディングドレス監修を手掛けた桂由美（本名・結城由美）がこの日死去。死去2日前の24日に94歳の誕生日を迎えたばかりだった。訃報は30日に所属事務所であるユミカツラインターナショナルから公表された[240][241][113]。→2月24日のできごと参照
- 27日
  - 【編成・ヒューマン】日本テレビ系土曜22時枠の「土曜ドラマ」は「土ドラ9」の新設に伴い「土ドラ10」に改題。その第1弾作品として、オリジナル脚本による『街並み照らすヤツら』をゴールデン・プライム帯に放送されるドラマ初主演となる森本慎太郎（SixTONES）により放送開始（全10話、 - 6月29日）[242][243]。共演に森川葵、皆川猿時、浜野謙太、吉川愛、船越英一郎ら。
  - 【ヒューマン・コメディ】フジテレビ系「土曜プレミアム」枠で、1984年から2003年にかけて明石家さんま主演で合計11作が放送された『心はロンリー気持ちは「…」』を21年ぶりに復活、かつ最終作品となる『心はロンリー気持ちは「…」FINAL』を放送（21時 - 23時40分）。ヒロイン役を川口春奈が務めるほか[244][245]、吉田羊、高田純次、松本薫、菅原大吉、でんでん、中尾明慶、関根勤、ナインティナイン、木村拓哉[246]、さらにさんまの元妻であり、さんまとは27年ぶりの共演となる大竹しのぶが出演した[247][248]。
- 30日 - 【ヒューマン】NHK総合「ドラマ10」枠にて、桐野夏生の同名小説をテレビドラマ化した『燕は戻ってこない』を放送開始（全10話、 - 7月2日）[249]。主演は石橋静河、共演に稲垣吾郎、内田有紀、森崎ウィン、伊藤万理華、富田靖子、戸次重幸（TEAM NACS）、黒木瞳ら。

### 5月

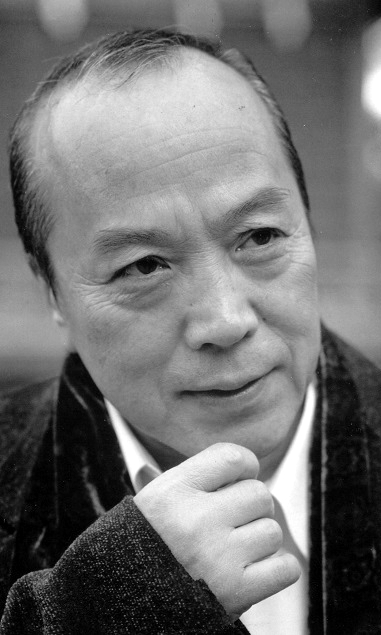
唐十郎死去（5月4日、84歳没。写真は2021年11月撮影）

- 2日 - 【訃報】映画スクリプターを経て1962年に脚本家となり、TBS・円谷プロダクション制作の特撮『ウルトラQ』[注 16]第28話「あけてくれ!」（1967年12月14日放送）、『帰ってきたウルトラマン』第48話「地球頂きます!」（1972年3月10日放送）を始め、NHK連続テレビ小説『マー姉ちゃん』（1979年）、そして1979年から2011年に放送され、自身の代名詞とも言えるTBS系『3年B組金八先生』シリーズなど数々の作品を手掛けた脚本家の小山内美江子（本名：笹平美江子）がこの日、老衰のため死去（94歳没）。訃報は10日に長男で俳優の利重剛が自身の公式サイトにて報告した[250]。
- 4日 - 【訃報】1963年に笹原茂峻らと共に劇団「シチュエーションの会」（後に「状況劇場」と改名）を旗揚げし、劇作家・演出家として花園神社（東京都新宿区）を本拠地に実験的野外芝居興行を打つなどして1960年代後半から1970年代前半に掛けて寺山修司（1983年没）、鈴木忠志などと共にアングラ演劇ブームの牽引者となり、また俳優としてもNHK大河ドラマ『黄金の日日』（1978年、原田喜右衛門役）などに出演するなどジャンルを問わない活動を展開した劇作家・演出家・脚本家・俳優の唐十郎（本名：大靏義英〈おおつる・よしひで〉）がこの日の夜、急性硬膜下血腫のため東京都中野区内の病院で死去（84歳没）。1日に自宅で転倒して緊急搬送されていた。訃報は5日に自身が主宰する「劇団唐組」から発表された[251][252]。
- 5日 - 【ホームドラマ・BS】NHK BS「プレミアムドラマ」枠にて、内館牧子の同名小説をテレビドラマ化した『老害の人』を放送開始（全5話、 - 6月2日）[253]。主演は伊東四朗、共演に夏川結衣、勝村政信ら。
- 6日 - 【SP・ヒューマン・医療】テレビ東京開局60周年記念作品としてドラマスペシャル『生きとし生けるもの』（20時 - 21時54分）を同局系で放送。本作は「生き方に悩む医師と、余命宣告されたがん患者が人生を考える旅をする」ことをテーマに北川悦吏子のオリジナル脚本により描く。主演は渡辺謙と妻夫木聡が務め、渡辺はがん患者・成瀬翔役、妻夫木は外科医から訳あって転身した内科医で成瀬の主治医・佐倉陸役をそれぞれ演じる[254][255]。共演に原田知世、杉野遥亮、大政絢、田中哲司、満島ひかりら[256]。
- 10日 - 【SP】NHK総合にて荒木飛呂彦の同名漫画が原作の『岸辺露伴は動かない』の第4期として新作エピソードとなる第9話を放送（22時 - 23時）[注 17][257]。本作でも過去作同様に小林靖子が脚本を担当、主演も高橋一生（岸辺露伴役）と飯豊まりえ（泉京香役）が続投。
- 11日 - 【ヒューマン】NHK総合「土曜ドラマ」枠にて、大池容子のオリジナル脚本により、「障害のある俳優を起用する」というテレビ局の制作方針に悩みながらも懸命に取り組む若手プロデューサーの女性と、俳優を目指す車椅子の女子高生の姿を描く『パーセント』を放送開始（全4話、 - 6月1日）[258]。主演は伊藤万理華。
- 14日 - 【訃報】1960年代よりプロピアニストとして活動を開始し、また作曲家として数々のテレビ番組テーマ曲やコマーシャルソングなどの楽曲を手掛け、自身もタレントとして活動。テレビドラマではNHK連続テレビ小説『てるてる家族』（2003年）、『ちりとてちん』（2007年）に出演した経歴を持ち、“浪花のモーツァルト”のキャッチフレーズで関西を中心に親しまれた作曲家のキダ・タロー（本名：木田太良＝きだ・たろう）がこの日の朝、大阪府内の自宅で死去（93歳没）。訃報は15日に歌手の円広志[注 18]が代表取締役を務める所属事務所「株式会社ワイドウィンドウズ」より発表された[259]。
- 16日 - 【訃報】1962年に日活ニューフェイス第5期に合格し、俳優としてデビュー。フランス留学を経て1964年に劇団民藝入りした後にも日活映画に数多く出演、またタレントとしても情報番組のコメンテーターやバラエティ番組、CMにも積極的に出演するなどジャンルを問わない活動を展開、テレビドラマでは『虹の設計』（1964年 - 1966年、NHK）や『大いなる旅路』（1972年、日本テレビ／バリアンツ）、『GTO』（1998年、関西テレビ）など数多くの作品に出演した俳優・タレントの中尾彬がこの日、心不全のため死去（81歳没）。訃報は22日に判明し報道され、さらに所属事務所の古舘プロジェクトからも正式発表された[260][261]。
- 17日 - 【訃報】早稲田大学の演劇サークル「劇団木霊」での活動を経て1982年に声優としてデビューして数々のアニメ作品に声優として出演、またテレビドラマではNHK『真田太平記』（1985年 - 1986年）や『花へんろ・風の昭和日記』（1985年）などに俳優として、テレビ朝日系『高速戦隊ターボレンジャー』[注 19]（1989年 - 1990年）などに声優として出演するなどジャンルを問わず精力的な活動を展開した声優・俳優の梅津秀行がこの日、間質性肺炎のため死去（68歳没）。訃報は21日に所属事務所「81プロデュース」より告知された[262][263]。
- 28日 - 【帯・ヒューマン】NHK総合「夜ドラ」枠にて、藤沢志月の同名漫画をテレビドラマ化した『柚木さんちの四兄弟。』を放送開始（全32話、 - 7月18日）[264]。主演は藤原大祐、共演に大野遥斗、臼田あさ美、イッセー尾形ら。なお本来であれば27日に開始する予定だったが、朝鮮民主主義人民共和国（北朝鮮）による偵察衛星と称した物体発射による緊急ニュース放送のため休止となった[265]。
- 31日
  - 【賞】「第61回ギャラクシー賞」（NPO法人放送批評懇談会主催）の授賞式がこの日執り行われ、テレビ部門大賞はWOWOW「連続ドラマW」枠にて2023年3月19日 - 4月16日に放送された『フェンス』が[266][267]、テレビ部門個人賞はNHK2023年度前期の連続テレビ小説（第108作）『らんまん』の主人公・槙野万太郎を演じた神木隆之介（俳優）が受賞[268]、また、特別賞とマイベストTV賞グランプリをTBS系「金曜ドラマ」枠で本年1月期に放送された『不適切にもほどがある!』が受賞した[269][270]。
  - 【表現問題】日本テレビは『セクシー田中さん』の原作者・芦原妃名子がSNS上でドラマ製作に関するトラブルを明かした上で1月に死去したことを受けて、社内特別調査チームによる報告書をこの日公表、その中で発行元の小学館を通じてドラマ化の条件など芦原の意向が伝えられていたのにもかかわらず、小学館と日本テレビとの間で認識に齟齬が生じており、制作期間が初回放送から6か月間と短く、芦原とのコミュニケーション不足やプロデューサーからの虚偽の説明により芦原が不信感を募らせていった、とした。あわせて再発防止策として、制作担当者と原作者との直接面談、短い制作期間の見直し、今回若手一人に任せていたプロデューサーの業務量や人数の見直し、未契約だったと判明した原作者・脚本家との契約の早期締結などを挙げている[271][272][273][274][275]。
  - 【訃報】1993年に俳優としてデビューし、1996年 - 1997年に放送されたテレビ朝日系『激走戦隊カーレンジャー』[注 20]（東映制作）に志乃原菜摘（イエローレーサー）役で出演したことで知られ、その後も『3年A組-今から皆さんは、人質です-』（2019年、日本テレビ系）や『暴太郎戦隊ドンブラザーズ』[注 21]（2022年、テレビ朝日系）など数々の作品に出演した俳優の本橋由香がこの日、原発不明がんのため死去（46歳没）。2021年に原発不明がんと診断され、闘病しながら俳優として活動していた。訃報は所属していた劇団［lovepunk］主宰の高原秀和のX（旧Twitter）により告知された[276][277]。

### 6月
- 3日 - 【表現問題】日本テレビ系『セクシー田中さん』原作者の芦原妃名子の死去を巡る問題を受け、前月の日本テレビに続き、原作発行元の小学館もこの日調査報告書を公表、この中で小学館が伝えた芦原の姿勢や脚本修正の要請などを意向を日本テレビが素直に受け入れなかったことが第一の問題だとした上で、意向に沿わない脚本が制作されず修正に労力を割いた芦原が限界に達し自ら脚本を書くことになったこと、日本テレビが脚本家に意向を伝えておらず調整する役割も果たしていなかったと指摘するとともに、小学館に対しても映像化の合意に曖昧さがあったことや、SNSでトラブルとなった際に芦原を守り切れなかったことを指摘した。これを受けて小学館は映像化についての指針を策定し発表、映像化を取り組むにあたり作家の意向を第一に尊重する姿勢を示した[278][279][280]。
- 9日
  - 【ミステリー・BS】WOWOWプライム及びWOWOW 4K「連続ドラマW」枠で、東野圭吾の同名小説を原作とした『ゲームの名は誘拐』を亀梨和也（KAT-TUN）の主演により放送開始（全4話、 - 6月30日）[281][282]。共演に見上愛、渡部篤郎ら。
  - 【訃報】久我侯爵家第36代当主（1982年没）の長女として出生し、1946年に第1期東宝ニューフェイスに合格したことにより東宝映画『四つの恋の物語』（1947年）にて俳優としてデビュー。以後は数々の映画作品に出演。テレビドラマではNHK連続テレビ小説『旅路』（1967年）や毎日放送（MBS）制作・NET（現在のテレビ朝日）[注 22]系『華麗なる一族』などの作品に出演経歴を持つ女優の久我美子（くが・よしこ、本名：小野田美子〈おのだ・はるこ〉、旧姓名：久我美子〈こが・はるこ〉）がこの日、誤嚥性肺炎のため死去（93歳没）。訃報は14日に所属のワタナベエンターテインメントより公表された[283]。
- 11日 - 【不倫】TBS「ドラマストリーム」枠で、朝賀庵の同名漫画をテレビドラマ化した『さっちゃん、僕は。』を放送開始（全12話、 - 9月3日）[284]。主演は木村慧人（FANTASTICS）。
- 14日 - 【訃報】1960年にNHKに入職し、ラジオドラマを手掛けた後、1968年にテレビドラマ班へ異動。特に中尾幸世をヒロインに起用した『夢の島少女』（1974年）、『四季・ユートピアノ』（1980年）、『川の流れはバイオリンの音 〜イタリア・ポー川〜』（1981年）などの作品により“映像の魔術師”と謳われるなど次々と意欲的な作品を世に送り出したことで知られ、1995年にNHKを定年退職した後にはフリーディレクターとして創作活動を展開した演出家・映画監督の佐々木昭一郎がこの日、肺炎のため神奈川県大和市の病院で死去（88歳没）。訃報は20日に明らかにされた[285]。
- 15日 - 【訃報】神奈川県横浜市職員在職時から小説を書き始め、1966年に『殺人の棋譜』で江戸川乱歩賞を受賞、1972年に作家専業となってからも数々のミステリー作品を発表。テレビ東京系・BSジャパン「女と愛とミステリー」枠で度々映像化された「小早川警視正シリーズ」（主演：辰巳琢郎）や、日本テレビ系「火曜サスペンス劇場」で映像化された『水の魔法陣』（1982年）などの作品で知られた推理小説家の斎藤栄（本名：斉藤栄）がこの日、老衰のため神奈川県横浜市内の自宅で死去（91歳没）。訃報は24日に明らかにされた[286]。
- 16日 - 【訃報】常滑町立常滑実業女学校（現在の県立常滑高校）卒業後、1949年にNHK名古屋放送局放送劇団に入って俳優活動を開始し、名古屋を本拠地として舞台演劇やテレビドラマなど数々の作品に出演。『名古屋弁を話せる女優』として重宝され、特に東海テレビ制作・フジテレビ系で「金曜エンタテイメント」枠などで放送されたドラマ『名古屋嫁入り物語』シリーズ全10作に出演したことで“名古屋のお母さん”として親しまれ、実生活では俳優・ラジオパーソナリティの天野鎮雄（2023年11月没）の実妻だった俳優の山田昌（やまだ・まさ、本名：天野昌〈あまの・まさ〉）がこの日、肝細胞癌のため名古屋市昭和区内の老人ホームで死去（94歳没）。訃報は翌17日に所属先だった劇団「劇座」の公式サイトで公表された[287][288][289]。
- 19日（18日深夜） - 【恋愛・近畿広域圏】毎日放送「ドラマイズム」枠にて、soraの同名漫画を原作とし、前年4月から6月に「ドラマ特区」枠で放送された『墜落JKと廃人教師』の第2作『墜落JKと廃人教師 Lesson2』を放送開始（全6話、 - 7月24日（23日深夜））[290]。主演は前作に引き続き橋本涼（HiHi Jets）、共演に髙石あかりら。
- 20日（19日深夜） - 【追悼・中京広域圏】東海テレビで、16日に死去した俳優の山田昌（94歳没）を偲び、1998年7月24日に放送された『名古屋嫁入り物語』のシリーズ最終第10作目（フジテレビと共同制作）を放送（1時2分 - 2時57分）[291]。
- 23日 - 【時代劇・BS】NHK BS・BSプレミアム4K「BS時代劇」枠にて、『大岡越前』の第7シリーズが放送開始（全8話、 - 8月11日）。主人公・大岡忠相役はシリーズ開始から10年にわたり務め、前年2023年をもって芸能活動から引退した東山紀之に代わり、新たに高橋克典を起用する[292][293]。
- 25日 - 【妊娠】関西テレビ制作・フジテレビ系「火ドラ★イレブン」枠で、蒼井まもるの同名漫画を原作に、高校生カップルが避妊に失敗し苦悶する姿を描く『あの子の子ども』を桜田ひよりと細田佳央太のダブル主演で放送開始（全12話、- 9月17日）[294]。共演に茅島みずき、野間口徹、美村里江、石田ひかりら。
- 26日
  - （25日深夜）【SF】テレビ東京系「ドラマチューズ!」枠7月期作品として、大熊らすこの同名漫画を原作とし、前年10月期にテレビアニメ化[注 23]もされた『星屑テレパス』を放送開始（全10話、 - 8月28日（27日深夜））[295]。主演は佐藤綺星（AKB48）[296]、共演に伊藤百花、大盛真歩、山崎空（いずれも同）ら。
  - 【訃報】本名名義で劇団ひまわりの子役から芸歴をスタートさせ、活動停止期間を経た1990年代からは現在の芸名に改めて声優として再デビューする形で芸能活動を再開、また子役時代にはテレビ朝日系『浮浪雲』（1978年、渡哲也版）や1979年のNHK大河ドラマ『草燃える』などのテレビドラマに出演し、現芸名になってからはテレビ朝日系『忍風戦隊ハリケンジャー』（2002年 - 2003年）[注 24]で「シュリケンジャー」の声を担当するなど多岐に亘る活動を展開した声優・ナレーター・タレントの松野太紀（本名：松野達也）がこの日、右大脳出血のため死去（56歳没）。訃報は27日に所属先の青二プロダクションより報告された[297]。
- 27日（26日深夜） - 【学園・ミュージカル・コメディ】テレビ東京系「水ドラ25」枠で、岡宮来夢と阿部顕嵐のダブル主演により、伝統ある高校のミュージカル部を再建するために奮闘するミュージカルコメディ作品『青春ミュージカルコメディ oddboys』を放送開始（全10話、 - 8月29日（28日深夜））[298]。
- 28日
  - （27日深夜）【プラモデル】テレビ東京系「木ドラ24」枠で、2022年と2023年に同枠で放送された「量産型リコシリーズ」の最終作『量産型リコ -最後のプラモ女子の人生組み立て記-』を放送開始（全10話、 - 8月30日（29日深夜））[299]。主演は過去2作に引き続き与田祐希（乃木坂46）。
  - 【報道・政治】TBS系「金曜ドラマ」枠7月期作品として、早見和真の同名小説を原作とした『笑うマトリョーシカ』を放送開始（全11話、 - 9月6日）。主役の敏腕新聞記者役を水川あさみが、共演として秘書役を玉山鉄二、政治家役を櫻井翔（嵐）がそれぞれ演じる[300]。
- 29日（28日深夜） - 【グルメ】テレビ東京系「ドラマ25」枠7月期作品として、2022年・2023年7月期に同枠で放送された『晩酌の流儀』のシーズン3となる『晩酌の流儀3』を放送開始（全12話、 - 9月21日（20日深夜））。主演は過去2作に引き続き栗山千明[301]。
- 30日 - 【医療】テレビ朝日系「テレビ朝日ドラマプレミアム」として、1981年にテレビ朝日系で連続ドラマとして加山雄三主演で、また2000年にはTBS系で単発ドラマとして本木雅弘主演でそれぞれ放送された手塚治虫原作で無免許の天才外科医を描いた有名医療漫画『ブラック・ジャック』を24年ぶりにテレビドラマ化[注 25]、高橋一生主演で放送（21時 - 22時54分）[302][303][304]。共演に石橋静河、味方良介、奥田瑛二、山内圭哉[305]、井之脇海、早乙女太一、山中崇、橋爪功[306]、松本まりから[307]。また手塚漫画に欠かせないキャラクターである「ヒョウタンツギ」もドラマに登場した[306]。

### 7月

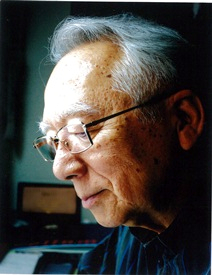
湯浅譲二死去（7月21日、94歳没）

- 1日 - 【親子愛】フジテレビ系「月9」枠7月期作品として、生方美久のオリジナル脚本により、親子の愛を描いた『海のはじまり』を同枠初出演にして初主演の目黒蓮（Snow Man）により放送開始（全12話、 - 9月23日）。目黒は父親役を、また娘役をオーディションで選出された子役の泉谷星奈が[308]、母親役を有村架純がそれぞれ演じる。
- 2日 - 【訃報】俳優座養成所を経て1966年に劇団四季に入団し、劇団創設者の浅利慶太（2018年没）に師事して同劇団で数々のミュージカル作品に出演、テレビドラマでは日本テレビ系「日曜20時連続ドラマ」枠で放送された「青春ドラマシリーズ」第4作『進め!青春』（1968年）、TBS系『新平四郎危機一発』（1969年）に主演したのを始め、数々の作品に出演した俳優の浜畑賢吉がこの日、前立腺癌のため死去（81歳没）。訃報は6日に判明した[309][310]。
- 3日
  - 【警察・科学捜査】テレビ朝日系「水曜21時」枠で、沢口靖子主演の人気シリーズドラマで放送開始25周年を迎える『科捜研の女 season24』を放送開始（全10話、 - 9月11日）。初回は20時からの2時間スペシャルとして放送された[311][312]。
  - 【医療】フジテレビ系「水10」枠7月期作品として、宮藤官九郎が初めて医療ドラマの脚本を手掛ける『新宿野戦病院』を小池栄子と仲野太賀のダブル主演により放送開始（全11話、 - 9月11日）。小池は米国籍の元軍医・ヨウコ・ニシ・フリーマン役を、仲野は美容皮膚科医・高峰享役をそれぞれ演じる[313]。他に濱田岳、平岩紙、岡部たかし、塚地武雅（ドランクドラゴン）、生瀬勝久、余貴美子、高畑淳子、柄本明らが出演[314][315]。初回は15分拡大[316]。
  - 【グルメ・BS】BS松竹東急「水曜ドラマ23」枠7月期作品として、前年1月期の同局「月曜ドラマ」枠で放送された『À Table!〜歴史のレシピを作ってたべる〜』の続編『À Table!〜ノスタルジックな休日〜』を放送開始（全13話、 - 9月25日）[317]。主演は前作に引き続き市川実日子。
- 4日
  - （3日深夜）
    - 【BL】テレビ東京系「ドラマNEXT」枠7月期作品として、文乃ゆきの同名漫画をテレビドラマ化した『ひだまりが聴こえる』を放送開始（全12話、 - 9月19日（18日深夜））[318]。主演は中沢元紀と小林虎之介。
    - 【不倫・BS・大阪府】BSテレ東（2K・4K）・テレビ大阪「DRAMA ADDICT」枠7月期作品として、横馬場リョウの同名漫画をテレビドラマ化した『初恋不倫〜この恋を初恋と呼んでいいですか〜』を放送開始（全10話、 - 9月5日（4日深夜））[319]。主演は樋口日奈。

  - 【警察】フジテレビ系「木曜劇場」枠7月期作品として、『ギークス〜警察署の変人たち〜』を放送開始（全11話、 - 9月19日）[320]。主演は松岡茉優、共演に田中みな実、滝沢カレン、あの、中村蒼ら。初回は15分拡大[321]。
  - 【訃報】劇団ひまわりを経て1967年に東宝に入社し、映画『でっかい太陽』（主演：夏木陽介（2018年没））で俳優としてデビューし、この後、日本テレビ系「日曜20時連続ドラマ」枠で放送された「青春ドラマシリーズ」第3作『でっかい青春』（主演：竜雷太）にレギュラー出演したことを皮切りに数々のテレビドラマや映画作品に出演し、いぶし銀の名脇役として評価を得た俳優の赤塚真人（あかつか・まこと）がこの日、食道癌のため茨城県つくば市内の医療施設で死去（73歳没）[322][323]。
- 5日
  - （4日深夜）【恋愛・グルメ・近畿広域圏】読売テレビ「ドラマDiVE」枠7月期作品として、ハナツカシオリの漫画『焼いてるふたり』をテレビドラマ化した『焼いてるふたり 〜交際0日 結婚から恋をはじめよう〜』を放送開始（全10話、 - 9月6日（5日深夜））[324]。主演は黒羽麻璃央と松村沙友理。
  - 【教育・コメディ】フジテレビ系「金曜9時」枠7月期作品および最終作として、山田涼介（Hey! Say! JUMP）が億万長者の身分を隠して教師となり、通称「ゼロ組」の担任として生徒と共に奮闘する学園コメディ『ビリオン×スクール』を放送開始（全11話、 - 9月13日）[325]。共演に木南晴夏[326]、水野美紀[327]、水沢林太郎、山下幸輝、柏木悠（超特急）、上坂樹里[328]、安達祐実、市村正親ら[329]。
- 6日
  - 【恋愛】テレビ朝日系「オシドラサタデー」枠7月期作品として、吉井ユウの同名漫画をテレビドラマ化した『青島くんはいじわる』を放送開始（全9話、 - 9月14日）[330]。主演は渡辺翔太（Snow Man）と中村アン、共演に戸塚純貴、秋元真夏、小林涼子ら。初回は30分拡大[331]。
  - 【特撮】円谷プロダクション制作・テレビ東京系「ウルトラシリーズ」最新作となる『ウルトラマンアーク』（土曜 9時 - 9時30分）を放送開始（全25話（28回）、 - 2025年1月18日）。『ウルトラQ』（1966年、TBS系）から数えて海外作品を含めテレビシリーズ30作目となる本作では、ニュージェネレーションウルトラマンシリーズに長らく関わってきた辻本貴則が初めてメイン監督に就任、ウルトラマンアークに変身する主人公・飛世ユウマ役には新人の戸塚有輝を起用する。また、本作では英語吹き替え版及びアジア主要地域の現地語吹き替え版や11言語の字幕版を同時期に放送・配信する[332]。
- 7日
  - 【サスペンス】読売テレビ制作[注 26]・日本テレビ系「日曜ドラマ」枠7月期作品として、井龍一と伊藤翔太の同名漫画をテレビドラマ化した『降り積もれ孤独な死よ』を放送開始（全10話、 - 9月8日）[333]。主演は成田凌、共演に吉川愛、小日向文世、萩原利久、野間口徹ら。
  - 【医療・サスペンス】TBS系「日曜劇場」枠7月期作品として、海堂尊の小説を原作に、2018年4月期に同枠で放送され、二宮和也（嵐）が天才外科医を演じた『ブラックペアン』の続編作品『ブラックペアン シーズン2』を放送開始（全10話、 - 9月15日）[334][335]。また前作に引き続き竹内涼真、葵わかな、小泉孝太郎、内野聖陽の他、韓国の俳優・チェ・ジウが13年ぶりに日本のテレビドラマに出演する[336][335]。また主題歌を小田和正が手掛ける[337]。
  - 【ミステリー・BS】WOWOWプライム及びWOWOW 4K「日曜連続ドラマW」枠で、大門剛明の同名小説を原作に、冤罪裁判に挑む女性弁護士を描いた『完全無罪』を広瀬アリスの主演により放送開始（全5話、 - 8月4日）[338]。共演に北村有起哉、奥田瑛二ら。
- 8日
  - 【医療】関西テレビ制作・フジテレビ系「月10」枠7月期作品として、オリジナル脚本により、長野県松本市を舞台に杉野遥亮が山岳医療に従事することになる整形外科医を演じる『マウンテンドクター』を放送開始（全11話、 - 9月16日）。共演に大森南朋、岡崎紗絵、向井康二（Snow Man）ら[339][340]。
  - 【復讐劇】テレビ東京系「ドラマプレミア23」枠で、赤石真菜の同名コミックを原作とした『夫の家庭を壊すまで』を放送開始（全12話、 - 9月30日）。15年間浮気していた夫役を竹財輝之助が、その夫を復讐する妻役を松本まりかがそれぞれ演じる。他に野波麻帆、野村康太、田中美久、麻生祐未らが出演[341]。
- 9日 - 【ラブコメディ】TBS系「火曜ドラマ」枠7月期作品として、ひうらさとるの同名漫画を原作とした『西園寺さんは家事をしない』をゴールデン・プライム帯に放送されるドラマには初主演となる松本若菜により放送開始（全11話、 - 9月17日）。共演に松村北斗（SixTONES）、子役の倉田瑛茉、藤井隆、濱田マリら[342][343]。
- 10日
  - （9日深夜）【不倫】日本テレビ系「ドラマDEEP」枠7月期作品として、さいマサ、竹野筍（作画）、ましき（構成）の同名漫画をテレビドラマ化した『どうか私より不幸でいて下さい』を放送開始（全11話、 - 9月25日（24日深夜））[344]。主演は吉谷彩子と浅川梨奈。
  - 【訃報】武蔵野美術大学在学中から自主製作映画に関わり、その後俳優として本格的にデビュー。映画はもちろんテレビドラマでもNHK連続テレビ小説『ゲゲゲの女房』（2010年前期）やフジテレビ系「火9」枠『謎解きはディナーのあとで』（2011年10月期）、TBS系「日曜劇場」枠『ATARU』（2012年4月期）などに出演経歴のある中村靖日（なかむら・やすひ）がこの日、急性心不全のため死去（51歳没）。訃報は14日に所属事務所のXアカウントで公表された[345]。
- 11日 - 【コメディ】読売テレビ制作・日本テレビ系「木曜ドラマ」枠7月期作品として、『クラスメイトの女子、全員好きでした』を放送開始（全10話、 - 9月12日）。爪切男によるエッセイを原作とし、中学時代に恋したクラスメイトたちの思い出を回想するとともに、オリジナル要素として主人公が盗作した小説の真の作者を探す物語を組み込んでおり、主人公の枝松脛男役をこれがテレビドラマ初主演となる声優の木村昴が、担当編集の片山美晴役を新川優愛がそれぞれ演じる[346]。
- 12日 - 【時代劇・BS】WOWOWプライム「連続ドラマW-30」枠にて、仲間りょうの同名漫画をテレビドラマ化した『磯部磯兵衛物語〜浮世はつらいよ〜』を放送開始（全10話、 - 9月13日）[347]。主演は杉野遥亮、共演に鈴木福、長濱ねるら。
- 13日
  - （12日深夜）【ヒューマン】テレビ東京系「ドラマ24」枠7月期作品として、柄本時生と今井隆文の原案による『錦糸町パラダイス〜渋谷から一本〜』を放送開始（全12話、 - 9月28日（27日深夜））[348]。主演は賀来賢人、共演に柄本、落合モトキ、岡田将生ら。
  - 日本テレビ系
    - 【警察】「土ドラ9」枠7月期作品として、『GO HOME〜警視庁身元不明人相談室〜』を放送開始（全10話、 - 9月28日）[349]。主演は小芝風花、共演に大島優子、吉田鋼太郎、高島礼子ら。
    - 【ヒューマン】「土ドラ10」7月期作品として、『マル秘の密子さん』を放送開始（全10話、 - 9月28日）[350]。主演は同局系連続ドラマ初主演の福原遥、共演に松雪泰子、上杉柊平、志田彩良、吉柳咲良、桜井日奈子、黒羽麻璃央、渡辺真起子、小柳ルミ子、神保悟志、石井正則、玉田詩織ら[351]。

  - 【美容】テレビ朝日系「土曜ナイトドラマ」7月期作品および最終作として、ヨシカズの同名漫画をテレビドラマ化した『顔に泥を塗る』を放送開始（全9話、 - 9月21日）[352]。主演は髙橋ひかる。
  - 【訃報】 アメリカ合衆国の俳優で、日本でもNHK総合などで放送された『大草原の小さな家』や同じくNHK総合などで放送された『ビバリーヒルズ青春白書』などに出演した経歴を持つシャナン・ドハーティーがこの日死去（53歳没）。2015年に乳癌を患い、長らく闘病を続けていたが前年には脳などに転移していたことを明かしていた[353]。
- 16日 - 【恋愛】テレビ朝日系「火曜21時」枠7月期作品として、内田春菊の漫画でかつて同局で1994年（「月曜ドラマ・イン」枠、主演・高橋由美子、武田真治）と2004年（「木曜ドラマ」枠、主演・深田恭子、二宮和也）に放送された[注 27]『南くんの恋人』をリメイクした『南くんが恋人!?』を放送開始（全8話、 - 9月10日）[354]。主演は飯沼愛、共演に八木勇征、武田玲奈、武田真治、木村佳乃、光石研、加賀まりこ、沢村一樹、富澤たけし（サンドウィッチマン）ら[355]。
- 17日 - 【訃報】1957年創立の「関西芸術座」に当初から参加。舞台活動を中心にテレビドラマでもNHK連続テレビ小説『芋たこなんきん』（2006年後期）や『ウェルかめ』（2009年後期、いずれもBK制作）などに出演した俳優の河東けい（かとう・けい、本名・西川紫洲江＝にしかわ・しづえ）がこの日夜遅く、老衰のため死去（98歳没）[356]。
- 19日
  - 【学園・コメディ】テレビ朝日系「金曜ナイトドラマ」枠7月期作品として、夏原武の処女作をテレビドラマ化した『伝説の頭（ヘッド） 翔』を高橋文哉の主演で放送開始（全8話、 - 9月6日）。高橋はヤンキー役といじめられっ子役の一人二役を演じる[357]。共演に関水渚、井桁弘恵、森香澄、飯島直子ら。
  - 【法曹界】テレビ東京系「ドラマ8」枠最終作として、左藤真通と富士屋カツヒトの同名漫画をテレビドラマ化した『しょせん他人事ですから 〜とある弁護士の本音の仕事〜』を放送開始（全8話、 - 9月13日）[358]。主演は中島健人、共演に白石聖、片平なぎさら。
- 21日 - 【訃報】日本現代音楽の旗手として武満徹（1996年没）らと共に電子音楽の黎明期に数々の作品を創作、テレビドラマではフジテレビ系『木枯し紋次郎』（1972年）やNHK連続テレビ小説『藍より青く』（同年）の劇伴音楽を手掛けたことでも知られた作曲家の湯浅譲二がこの日、肺炎のため死去（94歳没）。訃報は8月4日に公表された[359]。
- 25日 - 【サスペンス】テレビ朝日系「木曜ドラマ」枠7月期作品として、2018年から2019年にかけて韓国のケーブルテレビ局・JTBCで放送された『SKYキャッスル〜上流階級の妻たち〜』を日本版にアレンジした『スカイキャッスル』を放送開始（全9話、 - 9月26日）。主演を松下奈緒が務め、共演に木村文乃、比嘉愛未、高橋メアリージュン、小雪ら[360][361]。
- 27日 - 【ミステリー】東海テレビ制作・フジテレビ系「土ドラ」枠で、中山七里の同名小説を原作とした『嗤（わら）う淑女』を放送開始（全9話、 - 9月21日）。主役となる美貌と天才的な話術で周囲の人物を破滅へと導く悪女役を内田理央が演じる。共演に松井玲奈、大東駿介ら[362]。

### 8月
- 5日（4日深夜） - 【BL・近畿広域圏】朝日放送テレビ制作「ドラマL」枠にて、依子の同名漫画をテレビドラマ化した『シュガードッグライフ』を放送開始（全9話、 - 9月29日）[363]。主演は田中洸希と多和田任益。
- 6日 - 【訃報】1956年に日活映画『花の運河』にて俳優としてデビュー。1961年に日活専属から劇団俳優座へ移籍して俳優活動を展開。テレビドラマではTBS系『七人の孫』や関西テレビ『あゝ忠臣蔵』を始め数々の作品に出演経歴を持つ俳優の稲垣美穂子（本名：丹野美穂子）がこの日、老衰のため死去（86歳没）。訃報は10月22日に公表された[364]。
- 11日 - 【警察・BS】WOWOWプライム及びWOWOW 4K「日曜連続ドラマW」枠で、2021年8月から9月に同枠で放送された『密告はうたう 警視庁監察ファイル』の第2作で、伊兼源太郎の小説『ブラックリスト 警視庁監察ファイル』『残響 警視庁監察ファイル』を原作とする、『密告はうたう2 警視庁監察ファイル』を放送開始（全8話、 - 9月29日）[365]。主演は第1作に引き続き松岡昌宏、共演に仲村トオル、泉里香ら。また、新キャストとして浜中文一、マキタスポーツ、宇野祥平、飯田基祐、渡辺いっけいらが加わる。
- 14日
  - （13日深夜）【復讐劇・近畿広域圏】毎日放送「ドラマイズム」枠にて、雪村こはるの同名小説をテレビドラマ化した『完璧ワイフによる完璧な復讐計画』を放送開始（全8話、 - 10月2日（1日深夜））[366]。主演は中村ゆりかと犬飼貴丈。
  - 【訃報】俳優座養成所を経て1965年に劇団民藝の団員となり、舞台活動を中心にテレビドラマでもNHK総合『真田太平記』（1985年4月 - 1986年3月）などに出演。さらに映画出演や洋画などの吹き替えなどで活動した伊藤孝雄がこの日、多臓器不全のため東京都内の自宅で死去（87歳没）。訃報は2025年1月9日になって劇団民藝から発表された[367][368]。
- 15日 - 【訃報】1984年に劇団四季に入団。同劇団主宰のミュージカルに多数出演。退団後は四代目市川猿之助主演の『スーパー歌舞伎』シリーズなど舞台でも活動。またテレビドラマでもフジテレビ系で2016年7月期に「木曜劇場」枠で放送された『営業部長 吉良奈津子』などに出演した経歴を持つ俳優の下村青（しもむら・あお、本名及び旧芸名・下村尊則＝しもむら・たかのり）がこの日夕方、実家で死去（60歳没）。訃報は翌16日に自身の公式Xアカウントで公表された[369][370]。
- 17日 - いずれも【訃報】
  - 1960年代後半、岡林信康、中川五郎らと共に関西を中心としたフォークソングブームを牽引し、岡林と共に歌った「友よ」や自身の代表曲として知られる「受験生ブルース」などを発表。またトライアスリートとしても数々の大会に出たことで知られ、テレビドラマでは読売テレビ・国際放映制作（日本テレビ系）『こんな男でよかったら』（1973年4月 - 9月）の劇伴音楽とナレーションを担当し、また同作主演の渥美清（1996年没）が歌唱した同名主題歌の作曲[注 28]も手掛けたフォークシンガーの高石ともや（旧芸名：高石友也、本名：尻石友也）がこの日、膵臓がんのため京都市内の病院で死去（82歳没）[371]。訃報は19日に所属事務所である高石ともや事務所の公式サイトで公表された[372]。
  - 昭和初期から中期に映画俳優として数々の作品に出演した潮万太郎（2000年没）の長女として出生、立教女学院高校在学中に「光丘ひろみ」の芸名で東宝映画『赤いカンナの花咲けば』でデビュー。1959年に現在の芸名に改めた後は日本テレビ系『これが青春だ』（1966年）などのテレビドラマに出演、また1969年8月から1970年3月までTBS系「ナショナル劇場」枠で放送された時代劇『水戸黄門 第1部』にお蝶役でレギュラー出演するなど、映画・テレビドラマで活動、実生活では毎日放送・NET系[注 29]『仮面ライダー』（制作・東映、1971年 - 1973年）に登場する悪の軍団「ショッカー」大幹部の「ゾル大佐」を演じたことで知られた俳優の宮口二朗（1995年没）の実妻でもあった俳優の弓恵子（ゆみ・けいこ、本名・安藤瑛子＝あんどう・えいこ）がこの日、呼吸不全のため死去（87歳没）。訃報は9月24日になって明らかになった[373][374]。
- 18日 - 【教育】朝日放送テレビ制作・テレビ朝日系「日曜22時」枠にて、宅間孝行のオリジナル脚本による『素晴らしき哉、先生!』を放送開始（全8話、 - 10月6日）[375]。主演は連続ドラマ初主演となる生田絵梨花（元乃木坂46）、生徒役として小越春花、星乃夢奈、古田愛理、小宮璃央、宮城弥生、大倉空人、大熊杏優、花岡すみれ、矢吹奈子、茅島みずき、鶴嶋乃愛、鈴木仁、永瀬莉子、小栗有以らが[376]、それ以外に萬田久子、柳沢慎吾、高橋克典、田中美佐子、鈴木紗理奈らが出演。
- 19日 - 【訃報】大学卒業後の1988年に文学座附属演劇研究所28期生として入所。1993年から座員を務め主に舞台で活動。テレビドラマでもNHK大河ドラマ『鎌倉殿の13人』（2022年）やテレビ朝日系水曜21時枠『臨場』や『相棒』、『遺留捜査』などにも出演経歴のある俳優の高橋克明がこの日正午過ぎ、心筋梗塞のため死去（59歳没）。訃報は28日に文学座の公式サイトで公表された[377][378]。
- 31日
  - 【医療】NHK総合「土曜ドラマ」枠にて、七海仁と月子の漫画『Shrink〜精神科医ヨワイ〜』をテレビドラマ化した『Shrink-精神科医ヨワイ-』を放送開始（全3話、 - 9月14日）[379]。主演は中村倫也、共演に土屋太鳳ら。
  - 【SP】日本テレビ系ではこの日、『24時間テレビ47 愛は地球を救うのか?』内のSPドラマとして、日本を代表するコメディアン・萩本欽一とその妻の半生を描く『欽ちゃんのスミちゃん 〜萩本欽一を愛した女性〜』を放送（21時46分 - 23時38分）[380][381]。主演は伊藤淳史、共演に波瑠、香取慎吾、東貴博ら。

### 9月
- 1日
  - 【特撮】テレビ朝日系・東映製作の老舗特撮シリーズ「仮面ライダーシリーズ」の最新作『仮面ライダーガヴ』を放送開始（ - 2025年8月予定）[382]。今回の作品は「お菓子」をモチーフにしており、主演のショウマ（仮面ライダーガヴ）役を知念英和（俳優、EBiDAN）が演じる[383]。
  - 【ヒューマン・BS】NHK BS「プレミアムドラマ」枠にて、藤野千夜の同名小説をテレビドラマ化した『団地のふたり』を放送開始（全10話、 - 11月3日）[384]。主演は小泉今日子と小林聡美。
  - 【訃報】専業主婦からフリーライターとなり、2012年に発表した『エンジェルフライト 国際霊柩送還士』が第10回開高健ノンフィクション賞を受賞、2011年の東北地方太平洋沖地震（東日本大震災）の際に大打撃を受けた日本製紙石巻工場の再建と苦闘を追った自身のドキュメンタリー作品『紙つなげ! 彼らが本の紙を造っている 再生・日本製紙石巻工場』が、テレビ東京系『池上彰のJAPANプロジェクト』第2回「ニッポンの底力スペシャル」（2014年11月9日放送）の劇中ドラマ『日本製紙石巻工場の奇跡「紙つなげ!」』として放映された経歴を持つノンフィクション作家の佐々涼子（本名：渡辺有美子）がこの日、悪性脳腫瘍のため死去（56歳没）[385]。
- 3日 - 【訃報】文化放送を経て1958年にフジテレビに入社し、ディレクターやプロデューサーとして多くのテレビドラマを手掛け、フジテレビ取締役や共同テレビ社長・会長を歴任、私生活では1973年に俳優の吉永小百合と結婚したことでも知られる、テレビプロデューサーの岡田太郎がこの日、胆嚢がんのため死去（94歳没）。訃報は13日に発表された[386]。
- 4日（3日深夜） - 【ミステリー・不倫】テレビ東京系「ドラマチューズ!」枠にて、星月渉の同名小説をテレビドラマ化した『私の死体を探してください。』を放送開始（全6話、 - 10月9日（8日深夜））[387]。主演は伊藤淳史、共演に山口紗弥加、恒松祐里、要潤、かたせ梨乃ら。
- 5日
  - （4日深夜）【アクション】テレビ東京「水ドラ25」枠で、2021年に第1作が公開された映画『ベイビーわるきゅーれ』シリーズのテレビドラマ版『ベイビーわるきゅーれ エブリデイ!』を放送開始（全12話、 - 11月21日（20日深夜））[388]。主演は高石あかりと伊澤彩織。
  - 【訃報】俳優で、テレビドラマでもNHK大河ドラマ『西郷どん』（2018年）、日本テレビ系「土曜ドラマ」枠『レッドアイズ 監視捜査班』（2021年1月期）、テレビ東京系「ドラマ24」枠『今夜すきやきだよ』（2023年1月期）などに出演経歴のある二神光（ふたがみ・ひかる）がこの日未明、横浜市中区内をバイクで走行中に転倒する単独事故を起こし、車止めや電柱に衝突。直ちに病院に搬送されたものの死亡が確認された（33歳没）。事故原因については神奈川県警山手署が調べている[389]。
- 6日（5日深夜）・13日（12日深夜） - 【紀行】テレビ東京系「木ドラ24」枠で、2022年1月期に同局系「ドラマ25」枠で放送された『鉄オタ道子、2万キロ』の続編『鉄オタ道子、2万キロ〜秩父編〜』を2週連続で放送[390]。主演は前作に引き続き玉城ティナ。
- 17日 - 【サスペンス・BL】TBS「ドラマストリーム」枠で、牧野圭祐の同名小説をテレビドラマ化した『毒恋〜毒もすぎれば恋となる〜』を放送開始（全12話、 - 12月10日）[391]。主演は濱正悟と兵頭功海。
- 20日（19日深夜） - 【復讐劇】テレビ東京系「木ドラ24」枠で、2022年に同枠で放送された『チェイサーゲーム』および同局で本年1月から2月に放送された『チェイサーゲームW』の続編『チェイサーゲームW2 美しき天女たち』を放送開始（全8話、 - 11月8日（7日深夜））[392]。主演は『 - W』に引き続き菅井友香と中村ゆりか。
- 21日 - 【SP・ヒューマン】テレビ朝日系で、山田太一（2023年没）の同名小説を原作とし、山田自らによる脚本で過去に同局系で1982年（主演：細川俊之、2011年没）と2005年（主演：中井貴一）に2度ドラマ化して放送された『終りに見た街』を、「テレビ朝日開局65周年記念ドラマプレミアム」として19年ぶりにテレビドラマ化して放送（21時 - 22時54分）。今回は宮藤官九郎が脚本を担当し、現代風にアレンジ。また主演を宮藤脚本作品及び同局系ドラマに初出演する大泉洋（TEAM NACS）が務める[393][394][395]。共演に吉田羊、堤真一、田辺誠一、塚本高史、西田敏行ら[396]。
- 23日 - 【時代劇・SP・BS】BS朝日（2K・4K）で、海老沢泰久の短編小説を原作に、2017年から開始され、水谷豊が隠居した旗本・日向半兵衛に扮し、悪を成敗するスペシャル時代劇の最新作となる『無用庵隠居修行8』を放送（19時 - 20時54分）。今回は半兵衛が「バカ殿」に扮し江戸の街を駆け巡る。半兵衛の妻・松田奈津役の檀れい、半兵衛の用人・勝谷彦之助役の岸部一徳も引き続き出演[397]。
- 29日 - 【訃報】俳優座養成所に第7期生として入所、1956年にテレビドラマ『この瞳』（NHK総合）で俳優としてデビュー。また1957年のアメリカ合衆国テレビドラマ『名犬ラッシー』（KRテレビ[注 30]）で声優としてもデビューを果たす。俳優としては「東芝日曜劇場」『マンモスタワー[注 31]』（1957年、KRテレビ）や『敬礼!さわやかさん』（1976年、渡辺企画制作、NET系）など数多くの作品に出演経歴を持ち、また脚本家としても日本テレビ系（東宝制作）『太陽にほえろ!』での5作のシナリオを担当する[398]などマルチな活動を展開したことで知られた俳優・声優・タレントの大山のぶ代（本名：山下羨代〈やました・のぶよ〉、旧姓：大山）がこの日、老衰のため死去（90歳没）。訃報は10月11日に所属事務所のアクターズ・セブンより発表された。2012年に認知症と診断され、夫で俳優の砂川啓介（2017年没）が介護、砂川ががんを発症した2016年からは老人ホームで生活していた[399][400]。
- 30日 - NHK
  - 【朝ドラ】2024年度後期の連続テレビ小説（第111作、大阪局〈BK〉制作）として、平成時代のギャルが栄養士として現代の問題を食の知識と持ち前のコミュニケーション能力で解決していくオリジナル作品『おむすび』を根本ノンジの脚本、橋本環奈の主演により放送開始（全125話（全25週）、 - 2025年3月28日）[401]。共演に仲里依紗、松平健、北村有起哉、麻生久美子、宮崎美子ら[402][403]。また語りをリリー・フランキーが務める[404]。
  - 【帯・コメディ】総合テレビ「夜ドラ」枠にて、2022年8月に同枠で放送された『事件は、その周りで起きている』のシーズン2を放送開始（全4話、 - 10月3日）[405]。主演はシーズン1に引き続き小芝風花、共演に笠松将、倉科カナ、中野周平（蛙亭）、北村有起哉、キムラ緑子ら。

### 10月

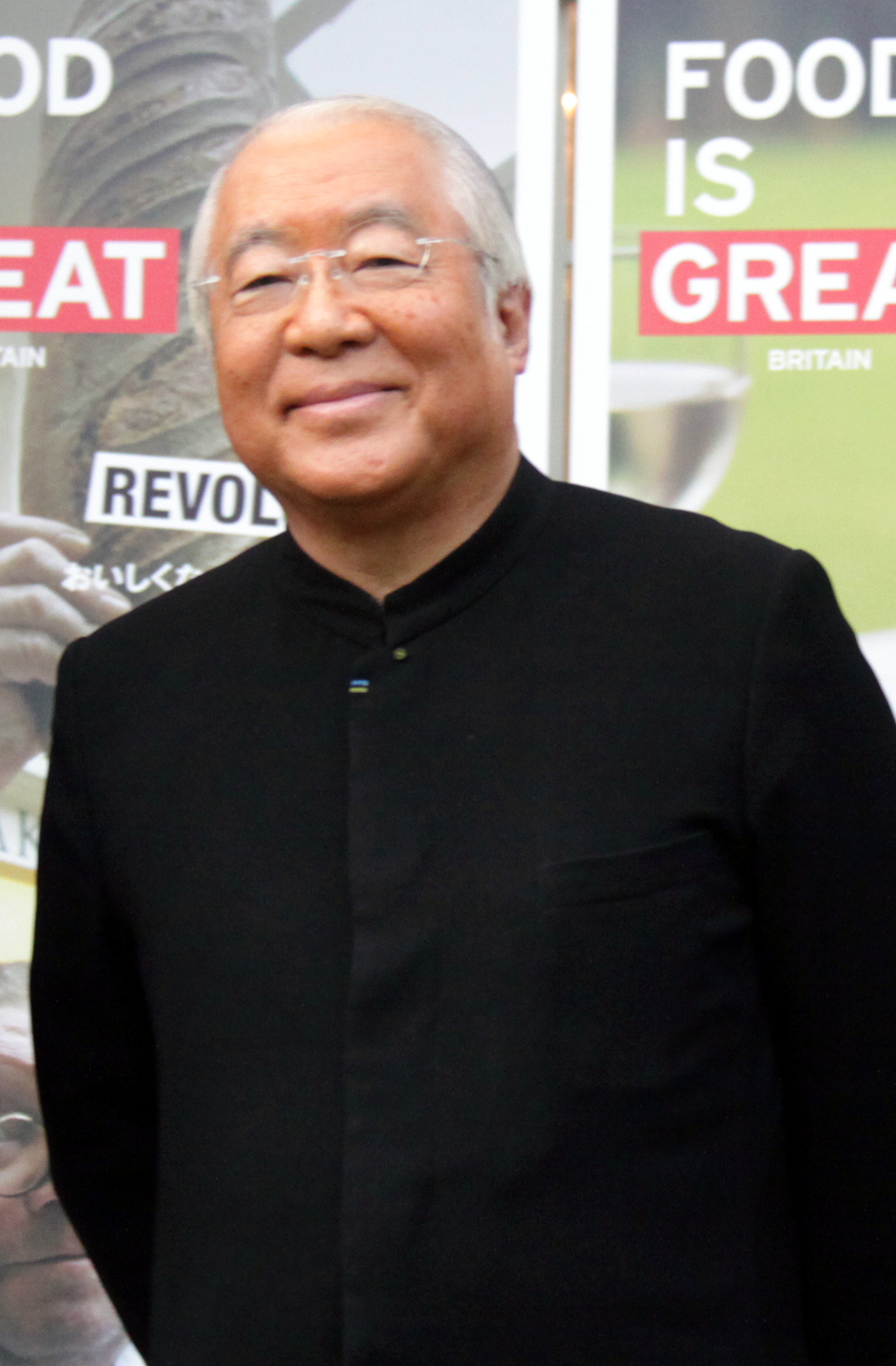
服部幸應死去（10月4日、78歳没。写真は2013年8月撮影）

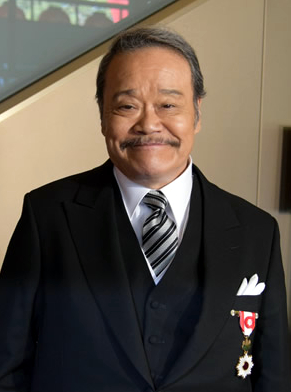
西田敏行死去（10月17日、76歳没。写真は2018年5月撮影）

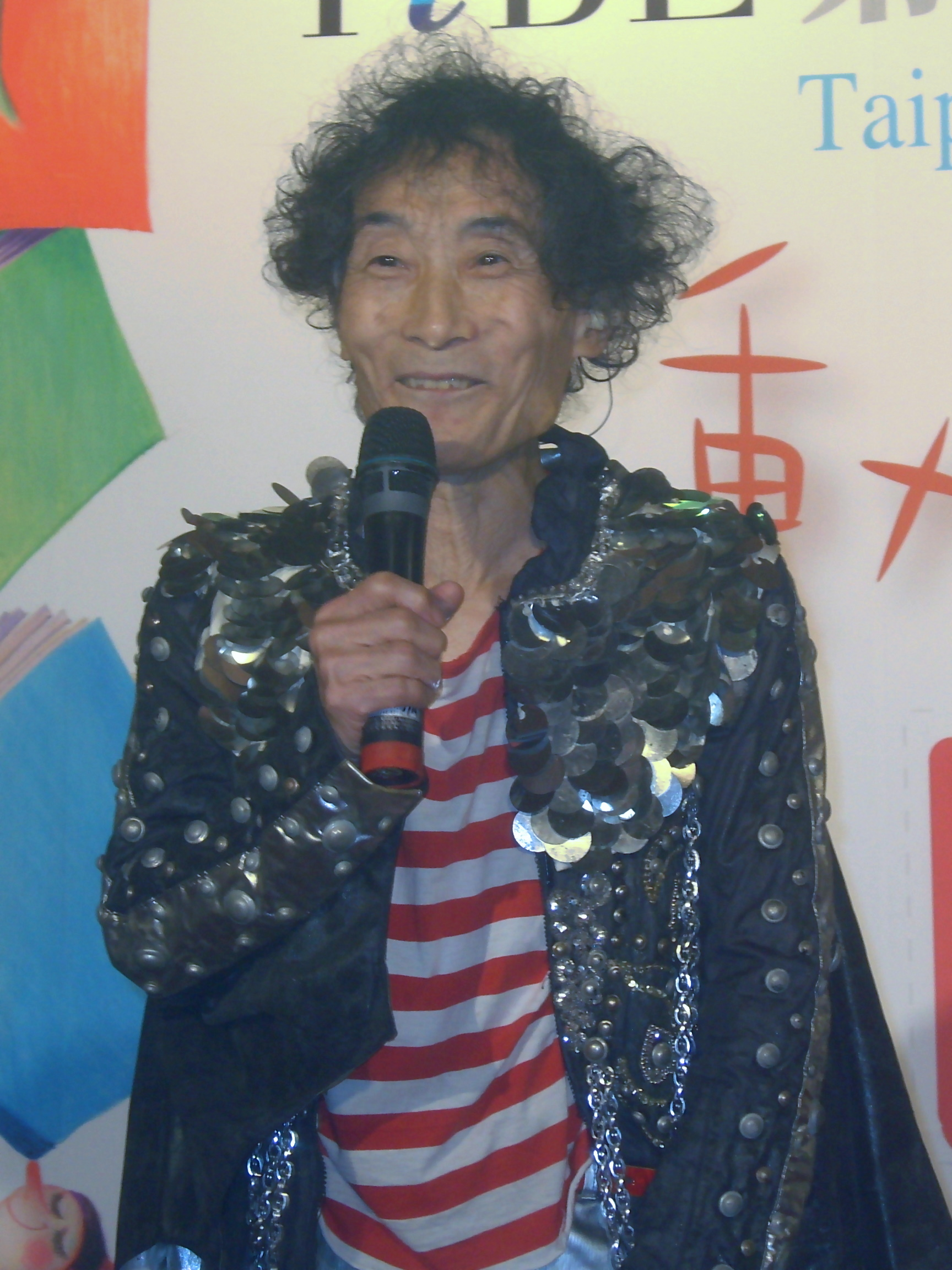
楳図かずお死去（10月28日、88歳没。写真は2010年1月撮影）

- 1日 - 【恋愛】関西テレビ制作・フジテレビ系「火ドラ★イレブン」枠10月期作品として、死神とヒロインの恋愛模様を描く『スノードロップの初恋』を放送開始（全12話、 - 12月17日）[406]。主演は連続ドラマ初主演となる宮世琉弥、共演に小野花梨ら。
- 2日
  - （1日深夜）【不倫・学園】日本テレビ系「ドラマDEEP」枠10月期作品として、『3年C組は不倫してます。』を放送開始（全12話、 - 12月18日（17日深夜））[407]。主演は莉子、共演に杢代和人、田中美久、細田善彦、森香澄、国仲涼子、酒井美紀、竹財輝之助ら。
  - 【食・BS】BS松竹東急「水曜ドラマ23」枠10月期作品として、瀬戸口みづきの同名4コマ漫画を原作に、前年4月期に「土曜ドラマ」枠で放送され、鞘師里保がズボラなOL・面堂露（めんどう・つゆ）役を演じた『めんつゆひとり飯』の続編となる『めんつゆひとり飯2』を放送開始（全13話、 - 12月25日）[408][409]。
- 3日 - 日本テレビ系
  - （2日深夜）【コメディ】中京テレビ制作木曜（水曜深夜）0時29分枠に連続ドラマ枠を新設。その第1弾作品として、柳原望の同名漫画をテレビドラマ化した『高杉さん家のおべんとう』を放送開始（全10話、 - 12月5日（4日深夜））[410]。主演は連続ドラマ初主演となる小山慶一郎（NEWS）、共演に平澤宏々路、市川由衣、大原優乃、美村里江、半海一晃ら。
  - 【サスペンス】読売テレビ制作「木曜ドラマ」枠10月期作品として、2022年7月期に同枠で放送された『オクトー 〜感情捜査官 心野朱梨〜』のSeason2を放送開始（全11話、 - 12月12日）。主役の心野朱梨役は前作同様に飯豊まりえが、前作で心野のバディ役だった風早涼が上司となり、引き続き浅香航大がそれぞれ務め、心野の新バディとなる滝沢美空役を影山優佳が務める[411][412]。
- 4日 - 【訃報】1977年に学校法人「服部学園」理事長及び服部栄養専門学校校長に就任。以来料理人の育成に尽力する傍ら、料理評論家としてテレビを始めとするあらゆるメディアで活動。またテレビドラマでも2019年10月期にTBS系「日曜劇場」枠で木村拓哉主演で放送された『グランメゾン東京』などで料理監修を手掛けた服部幸應（はっとり・ゆきお、本名・染谷幸彦）がこの日夕方、東京都渋谷区にある同校で倒れ、直ちに病院に緊急搬送されたものの急性心不全のため死去（78歳没）。死因は6日に同校の公式サイトで明らかにされた[413][414]。
- 5日
  - （4日深夜）
    - 【食】テレビ東京系「ドラマ24」枠10月期作品として、久住昌之原作・谷口ジロー作画の同名漫画を原作とし、松重豊が輸入雑貨商・井之頭五郎役を演じる人気シリーズ『孤独のグルメ』の最新作『それぞれの孤独のグルメ』を放送開始（全12話、 - 12月21日（20日深夜））。今回はテレビ東京開局60周年企画の特別プロジェクトの一環として制作され、松重が企画や脚本にも関与、様々なキャストを主人公に迎えたオムニバス作品になる[415][416]。ゲスト主人公として第1話に太田光（爆笑問題）、第2話にマキタスポーツが出演。太田は中華料理屋の大将役、マキタはタクシー運転手役をそれぞれ演じた[417][418]。
    - 【離婚・法曹界】日本テレビ系「Friday's EDGE」枠で、髙橋メアリージュンが傷付いた女性のために夫と対峙し成敗する離婚弁護士・美雲飛鳥役を演じる『離婚弁護士 スパイダー〜慰謝料争奪編〜』を放送開始（全8話、 - 11月23日（22日深夜））。共演に金子ノブアキ、樋口幸平、渋谷凪咲ら[419]。

  - 【サスペンス】日本テレビ系「土ドラ10」枠10月期作品として、オリジナル脚本により殺害された父親の復讐のために犯罪組織に潜入する兄妹を描いた『潜入兄妹 特殊詐欺特命捜査官』を放送開始（全10話、 - 12月14日）。兄の元警察官役を竜星涼、妹のホワイトハッカー役を八木莉可子がそれぞれ演じる[420]。共演に及川光博、入山杏奈、白石聖、吹越満、黒谷友香、藤ヶ谷太輔[421]ら。
  - 【ヒューマン】NHK総合「土曜ドラマ」枠にて、NHK脚本開発「WDRプロジェクト」の第1弾『3000万』を放送開始（全8話、 - 11月23日）[422]。出演は安達祐実、青木崇高ら。
- 6日
  - 【ヒューマン】日本テレビ系「日曜ドラマ」枠10月期作品として、ルイーザ・メイ・オルコットの同名小説を原案とし、1968年に毎日放送制作・NET系「大丸名作劇場」枠で、1973年にフジテレビ系「ライオン奥様劇場」枠で放送された『若草物語』の第3作『若草物語-恋する姉妹と恋せぬ私-』を放送開始（全10話、 - 12月15日）[423]。主演は堀田真由、共演に仁村紗和、畑芽育、長濱ねる、一ノ瀬颯、坂井真紀ら[424]。
  - 【BS】WOWOWプライム及びWOWOW 4K「連続ドラマW」枠で、野田サトルの同名漫画を原作とし、本年1月に公開された実写映画版の続編『ゴールデンカムイ-北海道刺青囚人争奪篇-』を放送開始（全9話、 - 12月1日）[425]。主演は実写映画版に引き続き山崎賢人、共演に山田杏奈、眞栄田郷敦、矢本悠馬、工藤阿須加、柳俊太郎、大谷亮平、勝矢、木場勝己、大方斐紗子、井浦新、玉木宏、舘ひろし、池内博之、高橋メアリージュン、桜井ユキ、塩野瑛久ら。
- 7日
  - 【帯・ヒューマン】NHK総合「夜ドラ」枠にて、『未来の私にブッかまされる!?』を放送開始（全32話、 - 11月28日）[426]。主演は綱啓永、共演に久保史緒里（乃木坂46）、高橋克典、坂井真紀ら。
  - 【ミステリー】フジテレビ系「月9」枠10月期作品として、都戸利津の同名漫画をテレビドラマ化した『嘘解きレトリック』を放送開始（全11話、 - 12月16日）[427]。主演は鈴鹿央士と松本穂香、共演に味方良介、大倉孝二、村川絵梨、櫻井淳子、杉本哲太、若村麻由美ら。
  - 【ゴシップ】テレビ東京系「ドラマプレミア23」枠10月期作品として、誉田哲也の同名小説を原作とした『Qrosの女 スクープという名の狂気』を放送開始（全10話、 - 12月9日）[428]。主演は同局系連続ドラマ初主演となる桐谷健太、共演に影山拓也（IMP.）、岡部たかし、哀川翔、田村保乃（櫻坂46）、川島海荷、また本作がドラマ初出演となる黎架（れいか）ら[429]。
  - 【訃報】明治大学中途退学後に劇団四季に入団し、浅利慶太に師事。四季退団後に独立劇団を主宰するなどした後にテレビの世界へ入り、人形劇の声優や子供向け番組の司会などを担当、俳優としてもNHK大河ドラマ『翔ぶが如く』（1990年）の正親町三条実愛役やフジテレビ系『鬼平犯科帳』（二世中村吉右衛門版）の同心・村松忠之進役、また本年1月期のTBS系「金曜ドラマ」枠『不適切にもほどがある!』ではマスター役を演じるなど数々のテレビドラマ・映画作品に出演した俳優・タレントの沼田爆（ぬまた・ばく、本名：沼田知治）が死去したことがこの日、所属事務所のアイティ企画より告知された（84歳没）。なお正確な没日や死因などは詳らかにされていない[430][431]。
- 8日
  - 【科学】NHK総合・BSプレミアム4K「ドラマ10」枠で、伊与原新の同名小説を原作に、定時制高校の科学部を舞台とした『宙わたる教室』を放送開始（全10話、 - 12月10日）。主演を窪田正孝が務め、定時制高校に赴任してきた理科教師・藤竹叶役を演じる[432]。共演に田中哲司、木村文乃、中村蒼、イッセー尾形ら。
  - 【ラブコメディ】TBS系「火曜ドラマ」枠10月期作品として、『あのクズを殴ってやりたいんだ』を放送開始（全10話、 - 12月10日）[433]。主演は奈緒、共演に玉森裕太（Kis-My-Ft2）、岡崎紗絵、鳴海唯、玉井詩織（ももいろクローバーZ）、渡部篤郎、斉藤由貴ら[434]。
  - 【編成・警察】フジテレビ系で、火曜21時の連続テレビドラマ枠が9年ぶりに再開[注 32][435]。再開第1弾作品として、武藤将吾のオリジナル脚本により、警視庁捜査一課内にある「特命捜査情報管理室」（通称・オクラ）を舞台に、反町隆史が人情に厚い昭和刑事・飛鷹千寿（ひだか・せんじゅ）役、杉野遥亮が理屈っぽい令和刑事・不破利己役にそれぞれ扮し、お蔵入り寸前の未解決事件に挑む『オクラ〜迷宮入り事件捜査〜』を放送開始（初回は15分拡大、全11話、 - 12月17日）[436]。共演に白石麻衣、宇梶剛士、観月ありさら[437]。これに伴い、金曜21時の連続テレビドラマ枠は9月13日をもって廃止された。
- 9日
  - （8日深夜）【恋愛・近畿広域圏】毎日放送「ドラマイズム」枠にて、福田晋一の同名漫画を原作とし、テレビアニメ化[注 33]もされた『その着せ替え人形は恋をする』を放送開始（全10話、 - 12月11日（10日深夜））[438]。主演は永瀬莉子と野村康太。
  - 【ミステリー】フジテレビ系「水10」枠10月期作品として、黒岩勉のオリジナル脚本による『全領域異常解決室』を放送開始（全10話、 - 12月18日）[439]。主演は同局系連続ドラマ初主演となる藤原竜也、共演に広瀬アリス、小日向文世、福本莉子、成海璃子、ユースケ・サンタマリアら。初回は15分拡大[440]。
- 10日（9日深夜） - 【恋愛】テレビ東京系「ドラマNEXT」枠10月期作品として、おかもととかさの同名漫画をテレビドラマ化した『私の町の千葉くんは。』を放送開始（全12話、 - 12月26日（25日深夜））[441]。主演は井桁弘恵、共演に山下幸輝、犬飼貴丈ら。
- 11日
  - （10日深夜）【ヒューマン・近畿広域圏】読売テレビ「ドラマDiVE」枠10月期作品として、つづ井の漫画『まるごと 腐女子のつづ井さん』『裸一貫! つづ井さん』をテレビドラマ化した『つづ井さん』を放送開始（全12話、 - 12月27日（26日深夜））[442]。主演は藤間爽子。
  - 【コメディ】テレビ朝日系「金曜ナイトドラマ」枠10月期作品として、はんざき朝未の同名漫画をテレビドラマ化した『無能の鷹』を放送開始（全8話、 - 11月29日[443]）。主演は菜々緒、共演に塩野瑛久、工藤阿須加、高橋克実、井浦新ら[444]。
  - 【ヒューマン・サスペンス】TBS系「金曜ドラマ」枠10月期作品として、市役所に勤める兄と「自閉スペクトラム症」の弟が、ある日突然現れた謎の男児「ライオン」によって事件に巻き込まれていくヒューマンサスペンス『ライオンの隠れ家』を放送開始（全11話、 - 12月20日）。兄役を同局の連続ドラマに初主演となる柳楽優弥、弟役を坂東龍汰、そしてライオン役を子役の佐藤大空（さとう・たすく）が務める[445][446]。他に齋藤飛鳥、岡崎体育、平井まさあき、森優作、でんでん、岡山天音、桜井ユキ、向井理、尾野真千子らが出演[447]。
- 12日
  - 【ヒューマン】
    - 日本テレビ系「土ドラ9」枠10月期作品として、日生マユの同名漫画を原作に、松下洸平が普段は文句ばかりいう学校医が、鋭い観察眼で児童たちのSOSを見抜き救う役を演じるヒューマンドラマ『放課後カルテ』を放送開始（全10話、 - 12月21日）。共演に森川葵、田辺誠一、吉沢悠、加藤千尋、ホラン千秋、平岡祐太ら[448][449][450]。
    - 【スポーツ】東海テレビ制作・フジテレビ系「土ドラ」枠で、矢島弘一のオリジナル脚本により、鈴木伸之がホームランバッターで活躍するも戦力外通告を受ける元プロ野球選手・柳澤大翔役を演じる『バントマン』を放送開始（全11話、 - 12月21日）。本作ではプロ野球・中日ドラゴンズが全面協力し、実在の球団として名前が登場する他、ドラゴンズOBも出演する。共演に倉科カナ、平原テツ、モロ師岡、朝加真由美、坂東彌十郎ら[451][452]。

  - 【恋愛】テレビ朝日系「オシドラサタデー」枠10月期作品として、ma2の同名漫画を原作とした『私たちが恋する理由』を放送開始（全10話、 - 12月21日）。主演は菊池風磨（timelesz）、共演に久間田琳加、齊藤なぎさ、山崎紘菜ら[453]。
- 14日
  - （13日深夜）【離婚・近畿広域圏】朝日放送テレビ制作「ドラマL」枠にて、＊あいら＊の同名オンライン小説をテレビドラマ化した『離婚後夜』を放送開始（全10話、 - 12月16日（15日深夜））[454]。主演は佐野晶哉（Aぇ! group）、共演に久保田紗友、長谷川慎（THE RAMPAGE）、川津明日香ら。
  - 【法曹界】関西テレビ制作・フジテレビ系「月10」枠10月期作品として、橋部敦子のオリジナル脚本により、ゴールデン・プライム帯に放送される連続ドラマ初主演となる趣里が得体の知れないモンスター弁護士役を演じる『モンスター』を放送開始（全11話、 - 12月23日）[455]。共演にジェシー（SixTONES）、古田新太、宇野祥平、音月桂、中川翼、YOUら。初回は15分拡大で放送[456]。
- 16日 - 【刑事】テレビ朝日系「水曜21時」枠10月期作品として、水谷豊・寺脇康文ダブル主演の人気シリーズドラマ『相棒 season23』を放送開始（2クール放送、全19話、 - 2025年3月12日）。水谷・寺脇のコンビは2年前に復活してから3年連続通算10期目となり、初回スペシャルではこの年が警視庁創立150年にあたることから、そのことが関わるエピソードが描かれた[457][458]。
- 17日
  - 【医療】テレビ朝日系「木曜ドラマ」枠10月期作品として、2022年10月期に同枠で放送され、岡田将生と中井貴一がクセ者のナースコンビを演じて人気を博した『ザ・トラベルナース』の第2シリーズを放送開始（初回及び最終回は6分拡大、全9話、 - 12月19日[459]）[460][461]。前作に引き続き寺島しのぶ、安達祐実、野呂佳代、池谷のぶえ、浅田美代子が続投する他[462]、新たに山崎育三郎[463]、森田望智（もりた・みさと）が出演する[464]。
  - 【不倫】フジテレビ系「木曜劇場」枠10月期作品として、市川貴幸のオリジナル脚本による『わたしの宝物』を放送開始（全10話、 - 12月19日）[465]。主演は同局系連続ドラマ初主演となる松本若菜、共演に田中圭、深澤辰哉（Snow Man）ら。
  - 【訃報】明治大学在学時に俳優として活動を始め、1970年に劇団青年座に入所して以後は舞台を中心に映画やテレビドラマなど数々の作品に出演。特にNHK大河ドラマでは『山河燃ゆ』（1984年）など4作に主演、他にもテレビ朝日系『特捜最前線』（東映制作）、『ドクターX〜外科医・大門未知子〜』や日本テレビ系『池中玄太80キロ』、『西遊記』などに出演。またタレント、歌手、ナレーターとしてもマルチに活動し、さらには2009年から日本俳優連合の5代目理事長を務めていた西田敏行がこの日午後、東京都内の自宅で倒れているところを発見され、その場で死亡が確認された（76歳没）。所属事務所は翌18日、死因は虚血性心疾患で、死亡推定時刻は17日午前6時頃だったことを明らかにした[466][467][468][469][470]。
- 18日
  - 【医療・犯罪・ミステリー】テレビ東京系で金曜20時から放送されていた「ドラマ8」を1時間繰り下げ21時からの「ドラマ9」に改題。その第1弾作品として、医師とベテラン刑事がコンビを組んで、事件を解き明かす『D&D〜医者と刑事の捜査線〜』を放送開始（全7話、 - 11月29日。初回は10分拡大で放送）[471][472]。主演は藤木直人、共演に寺島進、早見あかり、大塚寧々ら。
  - 【訃報】1969年にアルトサックス奏者として音楽活動を開始、1979年に石川恵樹らと共にロックバンド「TALIZMAN」を結成し、「ハーリー木村」を名乗ってリーダー兼ボーカルとしてメジャーデビューし、TBS系特撮『ウルトラマン80』（円谷プロダクション制作）の同名主題歌などを歌唱、またソロシンガーとしても1980年の日本テレビ系ドラマ（東映制作）『大激闘マッドポリス'80』及び『特命刑事』のエンディングテーマ「愁いの街〜HOW CAN YOU LOVE THE CITY」（木村昇名義）を歌唱するなど幅広い活動を見せていたロックシンガーの木村昇（本名：李昇辰）がこの日死去（72歳没）。訃報は21日に更新された自身の公式X（旧Twitter）にて公表された[473][474]。
- 20日
  - （19日深夜）【ラブコメディ・BS・大阪府】BSテレ東（2K・4K）及びテレビ大阪「真夜中ドラマ」枠が半年ぶりに再開。その第1弾作品として、月子の同名漫画をテレビドラマ化した『バツコイ』を放送開始（全12話、 - 2025年1月5日（4日深夜））。主演は連続ドラマ初主演となる高田里穂、共演に渡部秀ら[475]。
  - 【追悼・関東広域圏】テレビ東京は17日に死去した西田敏行を偲び、この日の「日曜ミステリー」枠にて故人が出演した『浅田次郎ドラマスペシャル「琥珀」』（2017年9月15日放送）をアンコール放送した[476]。
  - 【ヒューマン】TBS系「日曜劇場」枠10月期作品として、野木亜紀子のオリジナル脚本により、1955年の長崎県・端島（軍艦島）と現代の東京を舞台に、愛や青春、家族の絆などを描いた『海に眠るダイヤモンド』を民放の連ドラには13年ぶりの出演で、同枠には初主演となる神木隆之介により放送開始（初回は25分拡大、最終回は1時間拡大で放送[477]、全9話、 - 12月22日）[478]。共演に斎藤工、杉咲花、池田エライザ、土屋太鳳、さだまさし、國村隼、沢村一樹、宮本信子ら。
  - 【ヒーリング】朝日放送テレビ制作・テレビ朝日系「日曜22時枠」10月期作品として、兵藤るりのオリジナル脚本による『マイダイアリー』を放送開始（全9話、 - 12月22日）[479]。主演は清原果耶、共演に佐野勇斗、吉川愛、見上愛ら[480]。また、同作品より同枠の開始時間が22時15分となる。
- 22日
  - テレビ朝日系
    - 【追悼・医療】17日に死去した西田敏行を偲び、追悼特別番組として『ドクターX〜外科医・大門未知子〜』の特別編を放送（19時 - 21時）。米倉涼子演じる大門未知子の敵役・蛭間重勝として初登場した2013年10月放送の第2シリーズ第1話と、テレビ最終シリーズとなった2021年10月放送の第7シリーズ第2話を再放送。また番組冒頭では西田自身のコメント、及び番組の最後では大下容子（テレビ朝日アナウンサー）による共演者の追悼コメントを紹介したが、大半の地域では20時54分飛び降りとなり追悼コメントが放送されず、SNS上では困惑の声が広がった[481][482][483]。
    - 【コメディ】「火曜21時」枠10月期作品として、池井戸潤の同名小説を原作とし[注 34]、2015年7月期に同局系「金曜ナイトドラマ」枠で放送された『民王』の第2作『民王R』を放送開始（全8話、 - 12月10日）[484]。主演は前作に引き続き遠藤憲一、共演にこちらも前作から金田明夫、山内圭哉が続投する他、大橋和也（なにわ男子）、あの、山時聡真、溝端淳平、満島真之介、岸部一徳らが出演[485][486]。

  - 【ヒューマン・BS】BS-TBS（2K・4K）「火曜ドラマ9」枠で、田中相の同名漫画を原作とし、前年10月期に「木曜ドラマ23」枠で放送された『天狗の台所』のSeason2を放送開始（全10話、 - 12月24日）。主演の駒木根葵汰、共演の塩野瑛久と越山敬達も引き続き出演[487]。さらに古屋呂敏と原田琥之佑が新たに出演する[488]。
- 23日（22日深夜） - 【特撮】テレビ東京系「ドラマチューズ!」枠10月期作品として、桂正和の同名漫画を原作とし、1984年 - 1985年にはテレビ朝日系でテレビアニメ化もされた[注 35]『ウイングマン』が、同作の生誕40周年を記念して初の実写ドラマ化して放送開始（全10話、 - 12月25日（24日深夜））[489]。多数の特撮作品に携わった坂本浩一が監督を務め、主人公の広野健太役を藤岡真威人、ヒロインのアオイ役を加藤小夏がそれぞれ演じる[490]。それ以外に菊地姫奈、宮野真守、的場浩司、中山忍、菅原大吉らが出演。
- 26日 - 【追悼・BS】NHK BSでは西田敏行を偲び、江戸時代の俳人・小林一茶の生涯を描き、2002年1月1日にBSハイビジョンで正月スペシャルとして放送された[注 36]主演ドラマ『おらが春〜小林一茶〜』をこの日の19時30分 - 21時29分に放送した[491]。
- 28日
  - 【賞】東京ドラマアウォード2024の授賞式が都内で行われ、TBS「日曜劇場」『VIVANT』（2023年7月 - 9月）が連続ドラマ部門グランプリを、NHK総合で2023年12月に放送された『デフ・ヴォイス 法廷の手話通訳士』が単発ドラマ部門グランプリをそれぞれ受賞した[492]。
  - 【訃報】貸本漫画家としてデビューし、恐怖漫画という新たなジャンルを開拓、代表作のうち『漂流教室』が2002年に『ロング・ラブレター〜漂流教室〜』としてフジテレビ系「水曜劇場」でテレビドラマ化されるなど幾度となく映像化、またギャグ漫画の『まことちゃん』でも社会現象を起こしたほか、自身もタレントとしてテレビドラマへの複数の出演経験を持つ、漫画家・タレントの楳図かずお（うめず・かずお、本名・楳図一雄＝読み同じ）がこの日、胃がんのため東京都内で死去（88歳没）。訃報は11月5日に小学館及び一般財団法人「UMEZZ」により公表された[493][494]。

### 11月
- 6日 - 【訃報】能楽シテ方喜多流の家に生まれ、都立豊多摩高校卒業後に俳優を志して俳優座養成所で演劇を学び、1950年代後半から舞台俳優としてデビュー。以後は舞台、映画に俳優として出演する傍ら、1960年代より声優としても活動をはじめ、数々のテレビアニメ作品や人形劇番組でボイスアクターを務め、テレビドラマでは日本テレビ系『月よりの使者』（1961年）、NHK大河ドラマ『新・平家物語』（1972年）など数多くの作品に出演した俳優・声優の喜多道枝（きた・みちえ、本名：纓片道枝＝おがた・みちえ）がこの日、老衰のため東京都内の自宅で死去（89歳没）[495]。
- 7日 - 【訃報】大学卒業後落語家を目指して7代目立川談志（2011年没）に弟子入りするも断念。1968年にラジオ番組のDJとしてデビューし、その後は音楽番組の司会やグルメクイズ番組のレポーターとして活動。また俳優としてTBS系『新諸国物語 笛吹童子』（1972年）やNHK大河ドラマ『草燃える』（1979年）などに出演し、さらに松竹制作・フジテレビ系『大空港』（1978年 - 1980年）では劇中ナレーションを担当するなどテレビドラマ作品に数多く関わった経歴を持つ俳優・タレントの神太郎（じん・たろう、本名・二連木康＝にれんぎ・やすし）がこの日死去（82歳没）。訃報は14日に所属事務所であるオフィス・トゥー・ワンから公表された[496][497]。
- 11日 - 【訃報】1961年に日本テレビに入社。その後1970年代から80年代にかけ『火曜の女シリーズ』や『火曜サスペンス劇場』、また「火曜21時枠」で放送された『大都会』（石原裕次郎・渡哲也主演）、『大追跡』（加山雄三主演）、『探偵物語』（松田優作主演）、『プロハンター』（藤竜也・草刈正雄主演）などを手掛けたプロデューサーの山口剛がこの日、東京都杉並区内の自宅で死去（87歳没）。山口は8月の健康診断の際に治療の難しい段階のがんと診断され、自宅療養を送っていた[498]。
- 13日 - 【訃報】1950年に雑誌『文學界』に自作詩が掲載されて詩人としてデビュー。その後は詩人のみならず、翻訳家、脚本家、絵本作家など枠に囚われない幅広い活動を行い、作詩家としても1976年放送の日本テレビ系ドラマ『俺たちの朝』（東宝制作）で松崎しげるが歌唱した同名主題歌を手掛け、脚本家としてKRテレビ（現在のTBSテレビ）で石原慎太郎（2022年没）原作ドラマシリーズ「慎太郎ミステリー 暗闇の声」の1作である『ドンファンの死』（1960年3月21日放送）をはじめとする作品を手掛けるなど大きな足跡を残した詩人の谷川俊太郎がこの日、老衰のため死去（92歳没）。訃報は19日に公表された[499]。
- 14日 - 【訃報】12歳の時に「劇団こまどり」に入団し、子役として1962年にフジテレビ系『少年探偵団』にて本名名義でデビュー。これ以降はいくつかのテレビドラマに出演した後に、1973年に小説家の池波正太郎（1990年没）の命名により現在の芸名に改め、同年放送のNHK大河ドラマ『国盗り物語』（原作：司馬遼太郎）で羽柴筑前守秀吉を演じたことでブレーク、以後も時代劇や2時間サスペンスドラマなどを中心に数々のテレビドラマ作品に出演した俳優の火野正平（ひの・しょうへい、本名：二瓶康一＝にへい・こういち）がこの日、自宅で死去（75歳没）。訃報は20日に所属事務所のシーズ・マネージメントから公表された[500][501]。
- 15日（14日深夜） - 【登山】テレビ東京系「木ドラ24」枠で、西野淑子の著書『関東周辺 美味し愛しの下山メシ』を原案とした『下山メシ』を同局の連続ドラマ初主演となる志田未来により放送開始（全8話（全7回）、 - 12月27日（26日深夜）、最終回は2話連続で放送）。志田は山と飯をこよなく愛するイラストレーター・いただきみねこ役を演じる[502]。共演に黒谷友香、かたせ梨乃、柳ゆり菜、加賀翔（お笑いコンビ・かが屋）、脇知弘ら[503]。
- 19日 - 【訃報】1970年にアルゼンチンでのタンゴコンテストに優勝、日本の歌手である菅原洋一のスカウトにより1971年に来日し、1972年に東芝EMIよりレコードデビューを果たし、アルバム『アドロ・サバの女王』がロングヒット。また東京放送（現・TBSテレビ）にて“日本初の三時間ドラマ”として1977年8月29日に放送された『海は甦える』（原作：江藤淳、制作：テレビマンユニオン）の主題歌・挿入歌「黄昏の海」および「地図のない海」を歌唱したことで知られたアルゼンチンのタンゴ歌手・ギタリストのグラシェラ・スサーナがこの日、心不全のため母国のアルゼンチンで死去（71歳没）[504][505]。
- 20日 - 【訃報】中学3年生だった1975年にTBS『ぎんざNOW!』「素人コメディアン道場」で優勝した後、1977年に落語家を志望して“爆笑王”と呼ばれた二代目桂枝雀（1999年没）に入門。同年10月に師匠の独演会の場で初高座を踏んだ後は落語家のみならずタレントとしても活動を展開し、テレビ・ラジオなどの数々の番組に出演、テレビドラマでもNHK BSプレミアムで放送された『遙かなる山の呼び声』（2018年）、『贋作 男はつらいよ』（2020年）、TBS系「日曜劇場」枠『陸王』（2017年10月期）などに出演した経歴を持つ落語家・タレントの桂雀々（かつら・じゃくじゃく、本名：松本貢一＝まつもと・こういち）がこの日、糖尿病からの肝不全により茨城県内の病院で死去（64歳没）。訃報は22日に所属事務所から正式発表された。関係者によると雀々は10月23日に同県内のゴルフ場でのプレー中に倒れ入院、一時回復したものの11月中旬に入り呼吸困難に陥り容体が急変したという[506][507][508][509]。
- 22日（21日深夜） - 【学園・ミュージカル・近畿広域圏】毎日放送「ドラマフィル」枠（テレビ神奈川等関東独立局にもネット）にて、アニメ等で展開されているメディアミックス企画『ラブライブ!シリーズ』の舞台作品『スクールアイドルミュージカル』を元にした、シリーズ初のテレビドラマ作品『ラブライブ!スクールアイドルミュージカル the DRAMA』が放送開始（全6話、 - 12月27日（26日深夜））。椿ルリカ役を渡邉美穂（元日向坂46）、滝沢アンズ役を冨田菜々風（≠ME）など、現役アイドルやアイドル経験者が多数出演する[510]。
- 26日 - 【訃報】花園大学を卒業後に東映京都撮影所所属の俳優としてデビュー。実兄が落語家の三代目桂枝三郎であったことから自身も落語家を目指して2013年に二代目森乃福郎に入門し落語家としても活動。テレビドラマではNHK連続テレビ小説『スカーレット』（2019年後期、BK制作）やテレビ朝日系『科捜研の女』シリーズなどに出演した森乃阿久太（もりの・あくた、本名：井上久男）がこの日未明、京都市内で交通事故に遭い死亡（53歳没）。訃報は枝三郎が自身のX（Twitter）にて公表した[511][512]。
- 28日
  - （27日深夜）【ヒューマン】テレビ東京「水ドラ25」枠で、カプセルホテルを舞台に描く『カプカプ』を放送開始（全5話、 - 12月26日（25日深夜））[513]。主演はドラマ初主演となるギターデュオ・Sakurashimeji（田中雅功・髙田彪我）。
  - 【訃報】新東宝を経て1961年に『狂熱の果て』（大宝）にて映画監督としてデビュー。その後は国際放映専属となり、1967年放送のTBS系「ブラザー劇場」『コメットさん』（九重佑三子版）などを演出。特に1970年代におけるTBS系（円谷プロダクション制作）の第二期「ウルトラシリーズ」（1971年放送の『帰ってきたウルトラマン』から1974年放送の『ウルトラマンレオ』までの4作）ではメイン監督として多くの作品の演出を担当するなど特撮作品に多く携わり、また西田敏行（本年10月没）主演のテレビ朝日系『サンキュー先生』（1980年）なども手掛けた映画監督の山際永三がこの日、老衰に係る敗血症のため東京都内の病院で死去（92歳没）[514]。
- 30日 - 【医療・SP】テレビ朝日系で、米倉涼子主演の『ドクターX〜外科医・大門未知子〜』のスピンオフ作品で、今回が第7弾になる勝村政信主演による『ドクターY〜外科医・加地秀樹〜』を2021年10月以来3年ぶりに放送（21時 - 22時54分）。米倉、内田有紀を始め、今回は及川光博、西畑大吾（なにわ男子）が出演したほか、前月17日に死去した西田敏行のテレビ朝日での遺作となった[515][516]。

### 12月
- 1日 - 【お笑い・ヒューマン】日本テレビ系で、今回が第10弾となる明石家さんま（落語家・司会者・タレント）を題材とした恒例バラエティ『誰も知らない明石家さんま』（19時 - 21時54分）内にて、ドラマ『80年代芸人がアイドルに勝った日〜タブーを破った禁断の一日』を放送。今作は1981年にフジテレビ系で放送された『オールスター紅白大運動会』で発生した事件をテーマに、主役のさんまを草彅剛[517][518]、さんまの対決相手となる田原俊彦役を鈴木伸之、さんまの師匠である笑福亭松之助役を岩松了がそれぞれ演じる他、後藤輝基（フットボールアワー）、板尾創路（130R）、あの、田中直樹（ココリコ）らが出演した[519]。
- 6日
  - 【医療・SP】テレビ朝日系で『ドクターX〜外科医・大門未知子〜』の映画版『劇場版ドクターX FINAL』公開を記念し、2016年放送のスペシャル版を再放送（20時 - 21時54分）[520]。
  - 【訃報】1982年、中学校1年次でファッションモデルとなり、雑誌の写真モデルや明治製菓のテレビコマーシャルに出演した後、1985年にTBS系ドラマ『毎度おさわがせします』で俳優としてデビュー。同年にはシングル「「C」」で歌手デビューも果たす。テレビドラマにはTBS系『ママはアイドル!』（1987年）[注 37]『卒業』（1990年）『もしも願いが叶うなら』（1994年）、フジテレビ系『逢いたい時にあなたはいない…』（1991年）『誰かが彼女を愛してる』（1992年）『眠れる森』（1998年）などに出演。また、歌手としても自身の主演ドラマの主題歌やNHK「連続テレビ小説」『ええにょぼ』（1993年）の主題歌「幸せになるために」を歌唱した歌手・俳優の中山美穂がこの日、東京都内の自宅で入浴中の浴槽内で倒れているところを訪問した所属事務所のスタッフが発見し、通報を受けて到着した警察官により死亡していることが確認された（54歳没）[522]。
- 8日 - 【ミステリー・BS】WOWOWプライムおよびWOWOW 4K「連続ドラマW」枠で、佐野広実の同名小説をテレビドラマ化した『誰かがこの町で』を放送開始（全4話、 - 12月29日）[523]。主演は江口洋介、共演に蒔田彩珠ら。
- 11日 - 【訃報】旧制東京音楽学校で学び、外山雄三（2023年没）や林光（2012年没）と共に日本の現代國民音楽の作曲家として活動。1968年のNHK大河ドラマ『竜馬がゆく』で劇伴音楽を担当した作曲家の間宮芳生（まみや・みちお）がこの日、肺炎のため死去（95歳没）[524]。
- 18日（17日深夜） - 【アクション・近畿広域圏】毎日放送「ドラマイズム」枠にて、波切敦の同名漫画をテレビドラマ化した『レッドブルー』を放送開始（全8話、 - 2025年2月12日（11日深夜））[525]。主演は木村慧人（FANTASTICS）、共演に椿泰我（IMP.）、笠松将ら。
- 20日 - 【訃報】1955年に宝塚歌劇団第42期生（花組所属）としてデビューし、娘役スターとして数多くの舞台作品に出演して人気を博し、1971年に同歌劇団を退団した後は俳優・タレントとして精力的に活動を行い、テレビドラマでは『旗本退屈男』（1974年、NET・東映）などの作品に出演した俳優の加茂さくら（本名：大谷照子）がこの日、肺がんのため兵庫県西宮市内の病院で死去（87歳没）。訃報は23日に明らかにされた[526]。
- 21日（20日深夜）・28日（27日深夜） - 【食】テレビ東京「ドラマ25」枠で、2020年より同局で放送されている『絶メシロードシリーズ』の新作『絶メシロード 2024』を2週にわたり放送[527]。今作は茨城県と神奈川県を舞台に描く。主演は過去作に引き続き濱津隆之。
- 21日
  - 【サウナ】テレビ東京系で、タナカカツキの漫画『マンガ サ道 〜マンガで読むサウナ道〜』を原作に、2019年7月期及び2021年7月期に「ドラマ25」枠で放送され、以後も数度スペシャルドラマとして放送されている『サ道』の2024年スペシャル版『サ道 2024SP〜誰しも 何かを胸にととのう〜』を放送（16時 - 16時55分）。過去作に引き続きナカタ役の原田泰造（ネプチューン）、偶然さん役の三宅弘城、イケメン蒸し男役の磯村勇斗が出演[528]。
  - 【訃報】1963年に劇団青年座に入団。以来舞台活動を中心にテレビドラマでも2001年4月期にNHK総合「金曜時代劇」枠で放送された『お登勢』に出演した経歴をもつ名取幸政がこの日夜遅く、胆嚢がんのため東京都内の自宅で死去（82歳没）。訃報は24日に劇団青年座から発表された[529]。
- 26日 - いずれも【訃報】
  - エリザベト短期大学（1966年廃校）を経てラジオ東京（現在のTBS-HD）に入社し、音響効果担当として勤務しつつ国立音楽大学作曲科で学び、作曲家として「冬木透」のペンネームを用いてテレビドラマ作品の劇伴音楽を担当、特に円谷プロダクション制作の特撮作品でTBS系で放送された『ウルトラセブン』（1967年 - 1968年）、『帰ってきたウルトラマン』（1971年 - 1972年）、『ウルトラマンA』（1972年 - 1973年）（いずれもウルトラシリーズ）やフジテレビ系で放送された『ミラーマン』（1971年 - 1972年）などの作品を手掛けたことで知られ、他には1974年度NHK連続テレビ小説『鳩子の海』の劇伴音楽も担当した作曲家の蒔田尚昊（まいた・しょうこう、筆名：冬木透＝ふゆき・とおる）がこの日、誤嚥性肺炎のため死去（89歳没）[530]。
  - カナダから来日した両親の下で広島市で出生。ツアーガイドなどを務めた経歴を持つ傍ら、タレントとしても活動を始めて民放の教養・ドキュメンタリー番組などに出演して名を知られるようになり、俳優としてもテレビ東京系『超星艦隊セイザーX』[注 38]（東宝制作、2005年）やテレビ朝日系『獣電戦隊キョウリュウジャー』[注 39]（東映制作、2013年 - 2014年）など数々のテレビドラマ作品に出演した経歴を持つカナダ系日系人でタレント・俳優・翻訳家のロバート・ボールドウィンがこの日、2022年頃から患っていた大腸がんのため死去（59歳没）。訃報は2025年1月4日に娘の有賀零（女優、旧芸名：ボールドウィン零）のSNSにて公表された[531][532]。
- 29日
  - 【食】TBS系で2019年10月期に「日曜劇場」枠で放送され、木村拓哉が型破りなフランス料理のシェフを演じて人気を博した『グランメゾン東京』が同作の映画版『グランメゾン・パリ』の公開[注 40]を記念して5年ぶりにスペシャルドラマとして復活し放送（21時 - 23時5分）。また鈴木京香、玉森裕太（Kis-My-Ft2）、及川光博、沢村一樹らレギュラー陣も引き続き出演するほか、新キャストとして窪田正孝、北村一輝も出演した[534][535]。
  - 【SP・中京広域圏】中京テレビでスペシャルドラマとして、三重県四日市市を舞台にした『迷子のわたしは、諦めることもうまくいかない』（16時5分 - 17時30分）を放送[536]。主演は藤原さくら、共演に吉田仁人ら。
  - 【サスペンス・BS】BS朝日（2K・4K）で、本年9月にYoutubeチャンネル「フィルムエストTV」で配信され、350万回再生を記録した友近（お笑い芸人）主演で、友近の故郷である愛媛県を舞台とした『友近サスペンス劇場 外湯巡りミステリー・道後ストリップ嬢連続殺人』を放送（14時 - 15時54分）。共演に時東ぁみ、芝大輔（モグライダー）ら[537][538]。
- 30日 - 【訃報】俳優座養成所第6期生として修行し、1957年に俳優座座員に昇格。1958年にNHK総合のドラマ『事件記者』にて白石記者役を好演し、以後はNHK大河ドラマ『天と地と』（1969年）での明智光秀役など数々のテレビドラマ作品に出演した俳優・声優の近藤洋介が本年11月に死去していたことがこの日、近藤と長年の友人であった新内節浄瑠璃太夫の三代目鶴賀若狭掾のX（旧：Twitter）のポストにより明らかにされた（91歳没）[539]。
- 31日 - 【食・紀行】テレビ東京系で、松重豊主演の人気シリーズグルメドラマ『孤独のグルメ』の8年連続となる大晦日スペシャル版『孤独のグルメ2024 大晦日スペシャル 太平洋から日本海 五郎、北へ　あの人たちの所まで。』を放送（22時 - 23時30分）。共演に光石研、雛形あきこ、塚本晋也、田中美佐子、泉谷しげる、鈴木砂羽ら[540][541]。

### 2025年以降のテレビドラマに関する情報
- NHK
  - 【大河ドラマ】
    - 2025年放送予定の大河ドラマ第64作として、江戸時代の出版人である蔦屋重三郎の生涯を描く『べらぼう〜蔦重栄華乃夢噺〜』を森下佳子の脚本により制作・放送予定。ドラマの概要は2023年4月27日に発表された。主役の蔦屋重三郎役を横浜流星が演じ[542]、共演に渡辺謙、染谷将太、宮沢氷魚、小芝風花、高橋克実、中村蒼、正名僕蔵、山路和弘、伊藤淳史、六平直政ら[543]。
    - 2026年放送予定の大河ドラマ第65作として、豊臣秀吉の弟・秀長を主人公に兄弟の下剋上の物語を描く『豊臣兄弟!』（脚本：八津弘幸）を制作し放送予定。3月12日に発表されたもので、秀長役を仲野太賀が演じる[544]。

  - 【朝ドラ】
    - 2025年度前期放送予定の連続テレビ小説第112作として、漫画家のやなせたかし（2013年没）と小松暢（1993年没）の夫婦をモデルにした『あんぱん』を中園ミホの脚本により制作・放送予定。制作発表は2023年10月20日に執り行われた[545]。小松にあたる主演の朝田のぶ役を今田美桜が務め[546]、またやなせ役を北村匠海がぞれぞれ演じる[547]。
    - NHK大阪放送局制作で2025年後期放送予定の連続テレビ小説第113作として、小泉八雲ことラフカディオ・ハーン（1850年 - 1904年）の妻・小泉セツをモデルにした『ばけばけ』をふじきみつ彦のオリジナル脚本で制作・放送予定。セツをモデルとしたヒロインの松野トキ役を髙石あかりが[548]、八雲をモデルとしたヘブン役をイングランド出身のミュージシャンであるトミー・バストウがそれぞれ務める[549]。
- TBS系
  - 【コメディ・北海道】2025年春に北海道放送制作の連続ドラマで、北海道遺産に指定されている「北海盆踊り」の発祥の地である北海道三笠市を舞台にした『三笠のキングと、あと数人』を放送予定[550]。主演は高杉真宙と柄本時生。

## 2024年のテレビドラマ

### 日本テレビ系の主なテレビドラマ
- 新春スペシャルドラマ 侵入者たちの晩餐 - 制作協力：日テレアックスオン（AX-ON）、製作著作：日本テレビ（公式サイト）[9]
  - 1月3日
  - 脚本：バカリズム
  - 演出：水野格
  - 出演：菊地凛子、吉田羊、平岩紙、白石麻衣、池松壮亮、角田晃広（東京03）、他

- スペシャルドラマ はれのひシンデレラ ウェディングドレスを日本へ! ある女性の挑戦 - 制作協力：ユミカツラインターナショナル、オンタイム、制作：ytv Nextry、制作著作：読売テレビ（公式サイト）[114]
  - 2月24日
  - プロデュース：安部祐真、藤本知津
  - 脚本：佐々木貴博
  - 演出：平野玲二
  - ウェディングドレス監修：桂由美
  - 出演：高梨臨、小泉孝太郎、梅沢富美男、吉田美月喜、戸田恵子、石井正則、鈴木保奈美、他

- 日本テレビ開局70年スペシャルドラマ テレビ報道記者〜ニュースをつないだ女たち〜 - 制作：ケイファクトリー、製作著作：日本テレビ（公式サイト）[128][129]
  - 3月5日
  - 脚本：ひかわかよ
  - 演出：狩山俊輔
  - 出演：芳根京子、江口のりこ、仲間由紀恵、木村佳乃、青木崇高、細田佳央太、富田望生、中村中、山崎静代（南海キャンディーズ）、坂東彌十郎、寺島進、前原滉、関隼汰、平原テツ、猪塚健太、岡部尚、梅沢昌代、ベンガル、他

- 筋トレサラリーマン 中山筋太郎  - 制作協力：ホリプロ、q.inc、制作著作：読売テレビ（公式サイト）[147][149]
  - 脚本：佐々木貴博、八代丈寛
  - 監督：西古屋竜太
  - 第2弾
    - 3月28日
    - 出演：なかやまきんに君、堀部圭亮、DJ KOO、西川貴教、武田真治、山下真司、えなこ、他

  - 第3弾「〜メリークリスマッスル編〜」[551]
    - 12月19日（前編）・12月27日（26日深夜、後編）
    - 出演：なかやまきんに君、加藤史帆（日向坂46）、美村里江、堀部圭亮、西川貴教、宅麻伸、野間口徹、村雨辰剛、他
- ノンレムの窓 2024・春 - 制作協力：ソケット、製作著作：日本テレビ（公式サイト）[552][553][554]
  - 3月31日
  - 原案・窓先案内人[注 41]：バカリズム
  - 脚本：「有終の美」 バカリズム / 「PTA」 倉光泰子
  - 総合演出：内田秀実
  - 監督：「有終の美」 狩山俊輔 / 「PTA」 椿本慶次郎
  - 出演：「有終の美」 遠藤憲一、本郷奏多、柳俊太郎 / 「PTA」 松雪泰子、若月佑美、鹿賀丈史 / 内藤剛志 / 斉藤由貴（声のみ）、他

- くりぃむしちゅーのベタドラマ - 製作著作：日本テレビ（公式サイト）[555]
  - 4月3日
  - 番組MC：くりぃむしちゅー、杉原凜
  - 番組ゲスト：いとうあさこ、高山一実、ヒコロヒー、村井美樹、山里亮太
  - ドラマ出演：小泉孝太郎、桜井日奈子、渡辺いっけい、金澤美穂、六角慎司、小山莉奈、原金太郎、大和田伸也、他

- 80年代芸人がアイドルに勝った日〜タブーを破った禁断の一日 - 制作協力：ソケット、製作著作：日本テレビ[517][518][519][556]
  - 12月1日（『誰も知らない明石家さんま 第10弾』内にて放送）
  - 脚本協力：伊達さん（大人のカフェ）
  - 監督：水野格
  - 出演：草彅剛、鈴木伸之、岩松了、後藤輝基（フットボールアワー）、板尾創路、ほんこん（共に130R）、あの、田中直樹（ココリコ）、音尾琢真（TEAM NACS）、マキタスポーツ、他

- 中京テレビ開局55周年記念ドラマ 令和の三英傑! - 制作協力：オフィスクレッシェンド、制作：CTV MID ENJIN、製作著作：中京テレビ（公式サイト）[557][558]
  - 12月11日・18日（2週連続放送）
  - 原案・演出：堤幸彦
  - 脚本：佃典彦
  - 出演：山本舞香、岡山天音、平野綾、佐藤二朗、岐洲匠、関智一、桃月なしこ、平野莉玖、多田木亮佑、草村礼子、かとうかず子、他

#### 系列局ローカル（日本テレビ系）
山梨放送
- 山梨放送開局70周年記念ドラマ ローカルアナのさがしもの - 制作：株式会社tonari、テレビジョンフィールド、制作著作：YBS山梨放送（公式サイト）[559]
  - 11月16日・23日・30日（3週連続放送、山梨県ローカル）
  - 企画・脚本：高橋弘樹
  - 監督：宝来忠昭
  - 出演：森香澄、小栗有以（AKB48）、鈴木志遠、りゅうと、マキタスポーツ、他

中京テレビ
- 迷子のわたしは、諦めることもうまくいかない - 制作：CTV MID ENJIN、制作プロダクション：スタジオねこ、製作著作：中京テレビ（公式サイト）
  - 12月29日（中京広域圏ローカル）
  - 脚本：オコチャ
  - 監督：北川瞳
  - 出演：藤原さくら、吉田仁人（M!LK）、辻凪子、猫背椿、やついいちろう、他

### テレビ朝日系の主なテレビドラマ
- テレビ朝日開局65周年記念 松本清張二夜連続ドラマプレミアム - 制作：テレビ朝日・東映（公式サイト）[11]
  - 第一夜：『顔』（公式サイト）
    - 1月3日
    - 原作：松本清張「顔」（新潮社刊）
    - 脚本：浅野妙子
    - 演出：藤田明二
    - 出演：後藤久美子、武井咲、上川隆也、陣内孝則、緒形直人、平岡祐太、吉柳咲良、前田拳太郎、駒木根葵汰、川瀬莉子、川﨑麻世、西尾まり、佐戸井けん太、平泉成、他

  - 第二夜：『ガラスの城』（公式サイト）
    - 1月4日
    - 原作：松本清張「ガラスの城」（講談社文庫）
    - 脚本：大森美香
    - 監督：樹下直美
    - 出演：波瑠、木村佳乃、満島真之介、髙嶋政伸、蓮佛美沙子、川島海荷、内野謙太、野呂佳代、仁村紗和、丸山智己、塚本高史、武田真治、他
- テレビ朝日開局65周年記念 ドラマプレミアム 万博の太陽 - 制作協力：THE WORKS、制作著作：テレビ朝日（公式サイト）[141][143]
  - 3月24日
  - 脚本：中園ミホ
  - 監督：田村直己
  - 出演：橋本環奈、飯豊まりえ、木戸大聖、江口のりこ、唐沢寿明、番家天嵩、堀内敬子、野間口徹、宇梶剛士、安井順平、大原優乃、矢島健一、飯田基祐、高畑淳子、他
- テレビ朝日ドラマプレミアム 黄金の刻〜服部金太郎物語〜 - 制作協力：KADOKAWA、制作：テレビ朝日（公式サイト）[151][152][153][154]
  - 3月30日
  - 原作：楡周平「黄金の刻 小説 服部金太郎」（集英社刊）
  - 脚本：髙橋泉
  - 演出：豊島圭介
  - 出演：西島秀俊、松嶋菜々子、水上恒司、山本耕史、濱田岳、吉川愛、髙嶋政伸、高島礼子、船越英一郎、八木亜希子（ナレーション）、他
- テレビ朝日ドラマプレミアム 霊験お初〜震える岩〜 - 制作：テレビ朝日・東映（公式サイト）[560]
  - 5月4日
  - 原作：宮部みゆき「新装版 震える岩 霊験お初捕物控」（講談社文庫）
  - 脚本：浜田秀哉
  - 演出：豊島圭介
  - 出演：上白石萌音、京本大我（SixTONES）、坂東彌十郎、満島真之介、髙嶋政宏、倉科カナ、野波麻帆、味方良介、和田正人、宮野真守、坂本冬美、他
- テレビ朝日ドラマプレミアム ブラック・ジャック - 制作：テレビ朝日・東映（公式サイト）[302][305][306][307]
  - 6月30日
  - 原作：手塚治虫「ブラック・ジャック」
  - 脚本：森下佳子
  - 監督：城定秀夫
  - 出演：高橋一生、石橋静河、永尾柚乃、井之脇海、松本まりか、竹原ピストル、味方良介、奥田瑛二、山内圭哉、早乙女太一、山中崇、橋爪功、千葉哲也、玉置孝匡、宇野祥平、大塚明夫（ナレーション）、他
- テレビ朝日開局65周年記念ドラマプレミアム 終りに見た街 - 制作協力：角川大映スタジオ、制作：テレビ朝日（公式サイト）[395][396]
  - 9月21日
  - 原作：山田太一「終りに見た街」（小学館文庫刊）
  - 脚本：宮藤官九郎
  - 演出：片山修
  - 出演：大泉洋（TEAM NACS）、吉田羊、堤真一、田辺誠一、塚本高史、西田敏行、奥智哉、當真あみ、今泉雄土哉、神木隆之介、橋爪功、勝地涼、三田佳子、他
- 栞ちゃん、心の声を聞かせてよ - 制作協力：47style、制作著作：テレビ朝日（公式サイト）[561]
  - 12月13日（一部地域除く）
  - 脚本：鈴木おさむ
  - 演出：柿原貴興
  - 出演：森香澄、他

#### 系列局ローカル（テレビ朝日系）
北海道テレビ
- HTB開局55周年ドラマ 弁当屋さんのおもてなし シーズン2 - 制作：北海道テレビ（公式サイト）[59]
  - 1月13日・20日・27日・2月3日（4週連続放送、北海道ローカル）
  - 原作：喜多みどり「弁当屋さんのおもてなし」（KADOKAWA刊）
  - 脚本：山本透
  - 演出：平尾由佳子、瀬戸川雄一
  - 出演：久保田紗友、飯島寛騎、戸次重幸（TEAM NACS）、山野久治、奥野壮、森田想、小林きな子、千堂あきほ、他

### TBS系の主なテレビドラマ
- すっぴんヒーロー - 制作著作・TBS（公式サイト）[116]
  - 2月24日（一部地域除く）
  - 脚本：荒井修子
  - プロデュース：國府美和
  - 演出：宮崎陽平
  - 出演：丸山礼、渡邊圭祐、井桁弘恵、浪川大輔、富栄ドラム、坂井真紀、関智一（ナレーション）、他

- 訳アリ女ダイアリー - 制作著作：TBS（公式サイト）
  - 3月2日（一部地域除く）
  - 脚本：オークラ
  - プロデュース：乳井真希、宮﨑真佐子
  - 演出：伊東祥宏
  - 出演：森川葵、臼田あさ美、吉住、西垣匠、森田甘路、岡部たかし、他

#### 系列局ローカル（TBS系）
琉球放送
- RBC創立70周年特別番組 沖縄セルラー presents 琉球歴史ドラマ第三弾 阿麻和利 AMAWARI THE LAST HERO - 制作協力：RBCビジョン、製作著作：RBC琉球放送（公式サイト）[562]
  - 2月7日・14日・21日（3週連続放送、沖縄県ローカル）
  - 監督：土田豪介
  - 出演：佐久本宝、比嘉梨乃、山田孝之、他

### テレビ東京系の主なテレビドラマ
- テレビ愛知開局40周年記念ドラマ 余命1ヶ月って言ったじゃん - 制作協力：オルゴール、製作著作：テレビ愛知（公式サイト）
  - 3月16日
  - 脚本：深見シンジ
  - 監督：熊谷祐紀
  - 出演：中尾暢樹、濱田龍臣、加藤小夏、大倉空人、金子みゆ、他
- テレビ東京開局60周年記念特別企画ドラマスペシャル 生きとし生けるもの - 制作協力：The icon、制作著作：テレビ東京（公式サイト）[255][256]
  - 5月6日
  - 脚本：北川悦吏子
  - 監督：廣木隆一
  - 出演：渡辺謙、妻夫木聡、原田知世、杉野遥亮、大政絢、田中哲司、満島ひかり、他
- 忘れっぽいハムレット - 制作：テレビシティ、製作著作：テレビ愛知（公式サイト）
  - 11月9日
  - 脚本：佃典彦
  - 監督：佐藤さやか
  - 出演：糸瀬七葉、鈴木林蔵、清水くるみ、土田英生、尾碕真花、寺坂頼我、憲俊、末永桜花（SKE48）、山本未來、風間俊介、内藤剛志、他

### フジテレビ系の主なテレビドラマ
- 恋愛戦略会議 - 制作：フジテレビ（公式サイト）[133]
  - 3月13日 - 3月16日（4夜連続放送）
  - 脚本：大北はるか
  - プロデュース・演出：宮木正悟
  - 出演：松下奈緒、牧瀬里穂、齊藤京子（当時日向坂46）、ゆうちゃみ、藤木直人、白洲迅、草川拓弥、水沢林太郎、岡田義徳、他

- 第35回フジテレビヤングシナリオ大賞 高額当選しちゃいました - 制作協力：ケイファクトリー、制作著作：フジテレビ（公式サイト）[563]
  - 3月23日（関東ローカル）
  - 脚本：阿部凌大
  - 演出：柳沢凌介
  - 出演：木戸大聖、山下幸輝、西垣匠、豊田裕大、他

- 最寄りのユートピア - 制作協力：ファインエンターテイメント、制作著作：フジテレビ（公式サイト）
  - 9月25日
  - 脚本：片岡陸
  - 演出：並木道子
  - 出演：神尾楓珠、北香那、小林涼子、田中真琴、森田甘路、山村隆太（flumpool）、吹越満、他

#### 系列局ローカル（フジテレビ系）
テレビ熊本
- テレビ熊本ドキュメンタリードラマ 郷土の偉人シリーズ 第31作 日本細菌学の父 北里柴三郎〜終始一貫 未来を紡いで〜 - 制作著作：テレビ熊本（公式サイト）
  - 1月21日（FNS系列九州7局ブロックネット）
  - 企画：小国町
  - 脚本：樋口徹
  - 総合演出：高津孝幸
  - 出演：塚地武雅（ドランクドラゴン）、小田井涼平、山崎銀之丞、戸塚祥太（A.B.C-Z）、宅麻伸、他

### BS放送の主なテレビドラマ

#### BS朝日
- 4K時代劇スペシャル 無用庵隠居修行8 - 制作：テレビ朝日・BS朝日・松竹（公式サイト）[397][564]
  - 9月23日
  - 原作：海老沢泰久「無用庵隠居修行」（文春文庫）
  - 脚本：土橋章宏
  - 監督：吉川一義
  - 出演：水谷豊、檀れい、岸部一徳、田山涼成、榎木孝明、中山忍、橋本マナミ、勝村政信、狩野英孝、夏木マリ（ナレーション）、他
- 友近サスペンス劇場 外湯巡りミステリー・道後ストリップ嬢連続殺人 - 制作：フィルムエストTV（BS朝日による番組紹介サイト）[537][538][565]
  - 12月29日
  - 監督：西井紘輝
  - 出演：友近、芝大輔（モグライダー）、時東ぁみ、大浦龍宇一、外波山文明、山中淳恵、斉藤健、他

#### BS-TBS
- 名探偵・明智小五郎「黒蜥蜴」 - 制作：BS-TBS・ホリプロ（公式サイト）[566]
  - 9月29日
  - 原作：江戸川乱歩「黒蜥蜴」
  - 脚本：入江信吾
  - 監督：本田隆一
  - 出演：船越英一郎、黒木瞳、白本彩奈、樋口幸平、唯月ふうか、古屋呂敏、諏訪太朗、大河内浩、池田鉄洋、他